# Wollishofen
Wollishofen ist ein Quartier der Stadt Zürich mit zahlreichen kleineren und grösseren Wohnsiedlungen. Die ehemals selbstständige Gemeinde Wollishofen wurde 1893 eingemeindet und bildet heute zusammen mit Enge und Leimbach den Kreis 2.

## Wappen
Blasonierung
Gespalten von Gold und von Silber mit zwei roten Balken
Das Wollishofer Wappen ist als Vogteiwappen bei Gerold Edlibach (1493) verzeichnet, nach der Eingemeindung 1893 wurde das alte Vogteiwappen 1926 offiziell zum Quartierwappen erklärt.

## Geographie

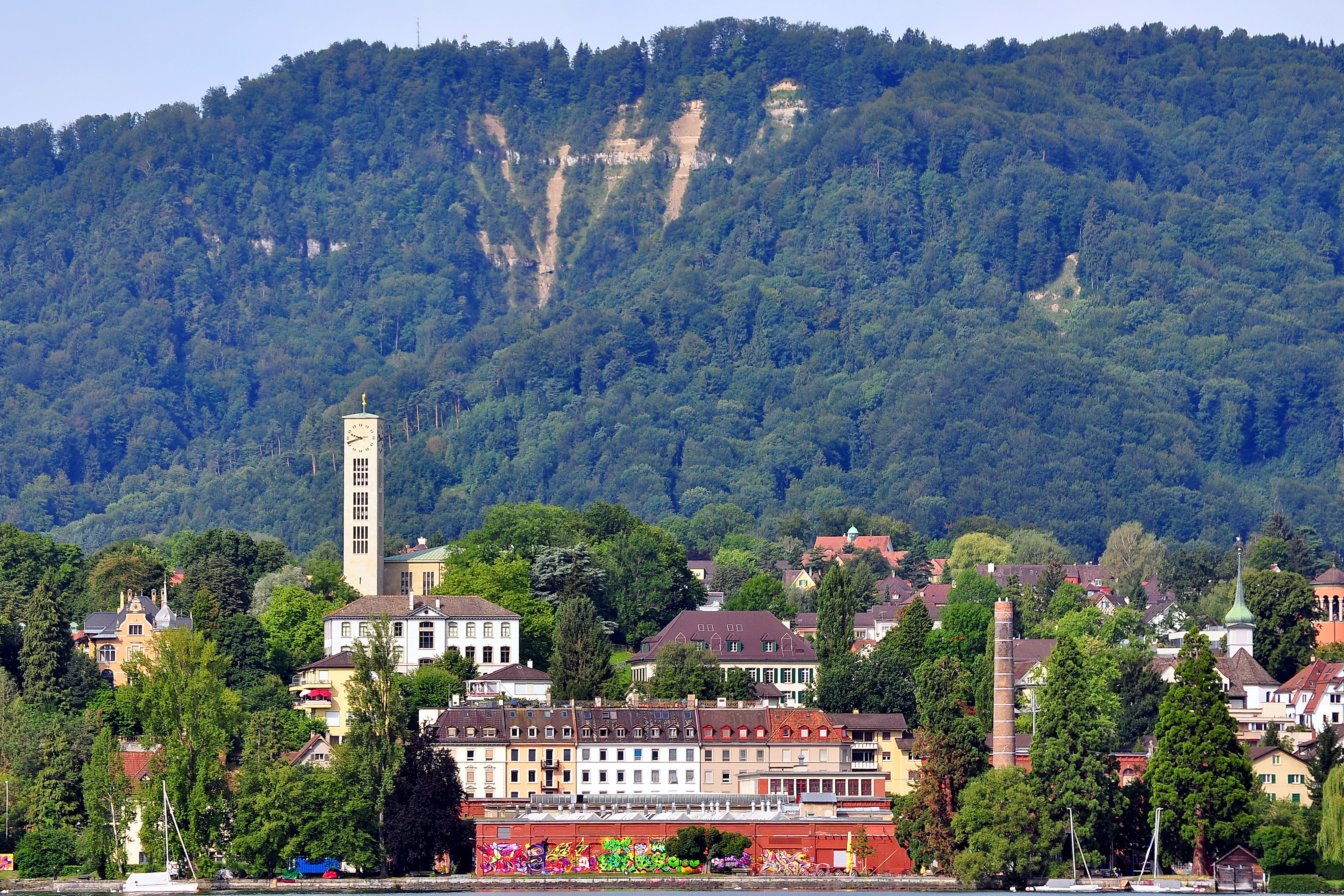
Zürich Wollishofen und Fallätsche am Osthang des Albisgrats

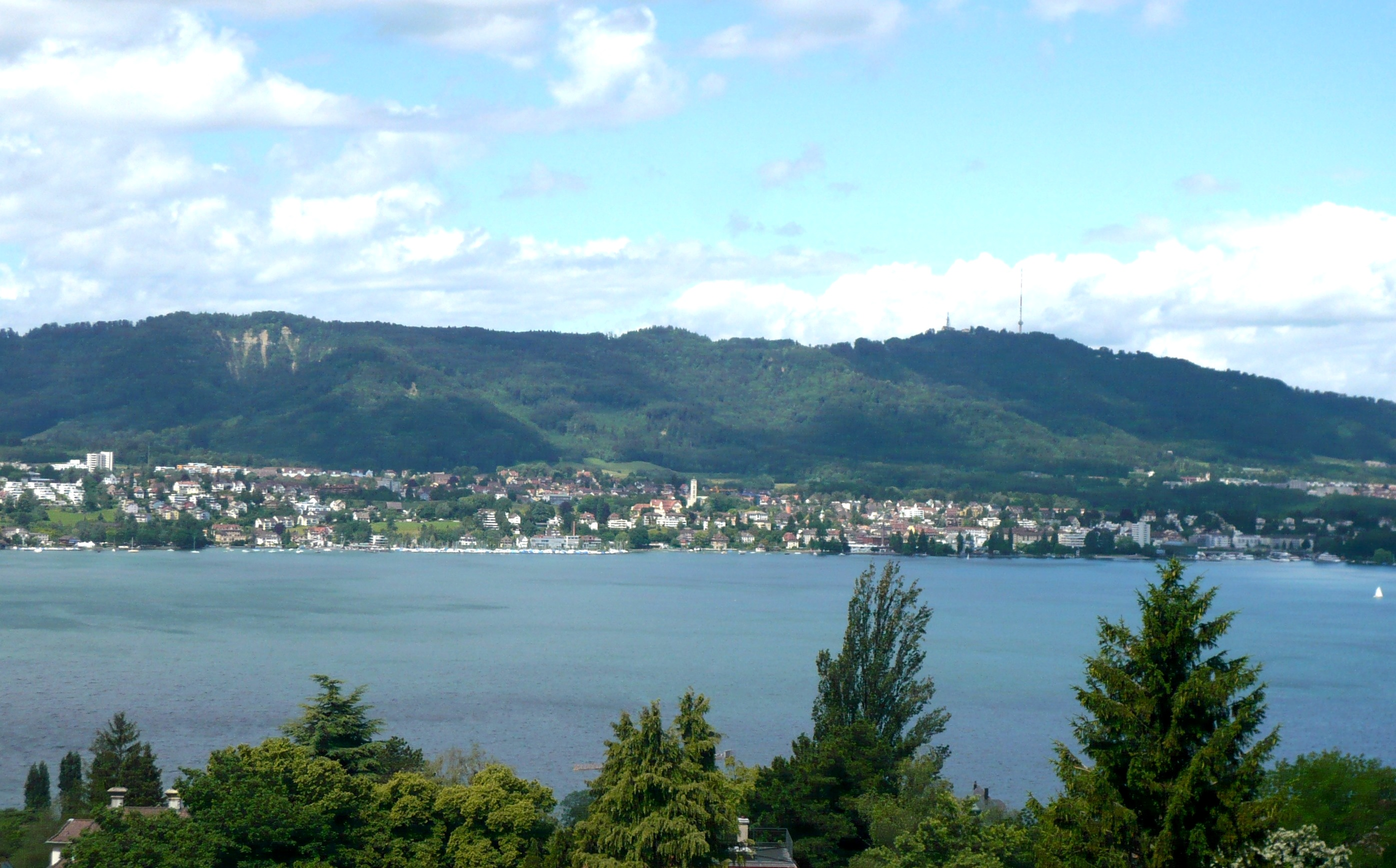
Linke Seite des unteren Zürichseebeckens mit den Quartieren Leimbach, Wollishofen, und Enge, im Hintergrund Albis und rechts Uetliberg

Zwischen Sihl und Zürichsee gelegen, bildet es die südliche Grenze des Stadtgebiets am linken Seeufer. Der See nimmt 28,5 % (1,64 km²) der Gesamtfläche des Quartiers ein.
Im Süden grenzt Wollishofen an die Gemeinden Adliswil und Kilchberg.
Topografisch ist das Quartier geprägt von den parallel zum linken Seeufer verlaufenden Moränenzügen, den Seitenmoränen des Linthgletschers.

## Geschichte
Die ältesten Siedler dieser Gegend waren die Pfahlbauer: Im Haumessergrund fand man Überreste eines Pfahlbauerdorfes. Auf eine römische Besiedlung lassen Münzfunde aus dem Jahr 1910 in der Nähe des Bahnhofs und ein römischer Mosaikboden (heute im Landesmuseum) schliessen.
Im 5. Jahrhundert überschritten die Alemannen den Rhein und siedelten sich auch in der Gegend von Wollishofen in verstreuten Gehöften zwischen Römerruinen an. Auf einen dieser Alamannen, Wolo, geht der Name Wollishofen zurück. Der Name Woloshoven wird zum ersten Mal in einer Urkunde aus dem Jahre 1227 erwähnt. 1394 kam Wollishofen von den Manesse an die Stadt Zürich und bildete von 1423 bis 1798 die Obervogtei Wollishofen. Ein kleiner, kurzer Gehweg, der Wolo-Weg, der von der Morgentalstrasse zur Rainstrasse hinaufführt, erinnert an den Namensgeber des Quartiers.
Alt-Wollishofen bestand bis weit ins 19. Jahrhundert aus Einzelhöfen und kleinen Häusergruppen. Zusammen mit Leimbach und der Enge bildete es eine der 18 inneren Vogteien der Stadt Zürich, über die zwei Obervögte die Herrschaftsrechte ausübten. Die Namen der damaligen Amtspersonen sind auf einer im Jahr 1702 gegossenen Glocke vermerkt, die im Hof der alten Kirche steht.
Bis zum Ende des 18. Jahrhunderts war Wollishofen fast ausschliesslich von Bauern bewohnt. Sie lebten von Ackerbau, Viehzucht und Weinbau. Eine Übersicht zeigt der Plan von 1788.
Die starke Entwicklung der Vororte Zürichs im 19. Jahrhundert brachte starke finanzielle Belastungen derselben mit sich. Dies führte zur Auffassung, dass nur eine Vereinigung mit der Stadt Zürich die schwierigen Verhältnisse in Ordnung bringen könne. 1891 wurde das Zuteilungsgesetz betreffend die «Stadtvereinigung» vom Zürcher Stimmvolk mit klarer Mehrheit angenommen. Das ländliche Dorf Wollishofen hingegen lehnte klar ab; seine wohlhabenden Bauern wollten selbständig bleiben. Ihr Rekurs gegen das Gesetz beim Bundesgericht blieb erfolglos.

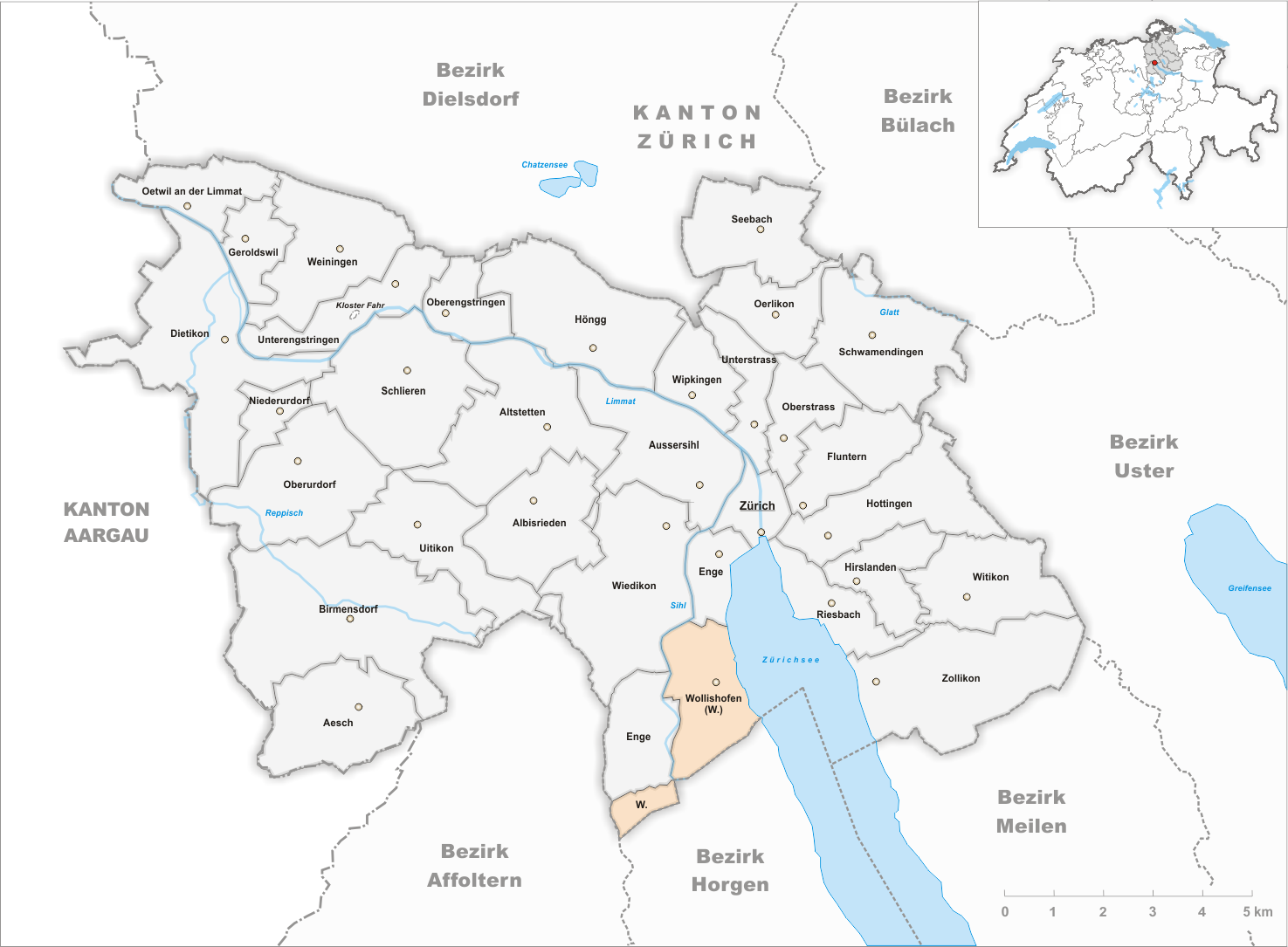
Die Gemeinde innerhalb des Bezirks Zürich vor der Eingemeindung 1893

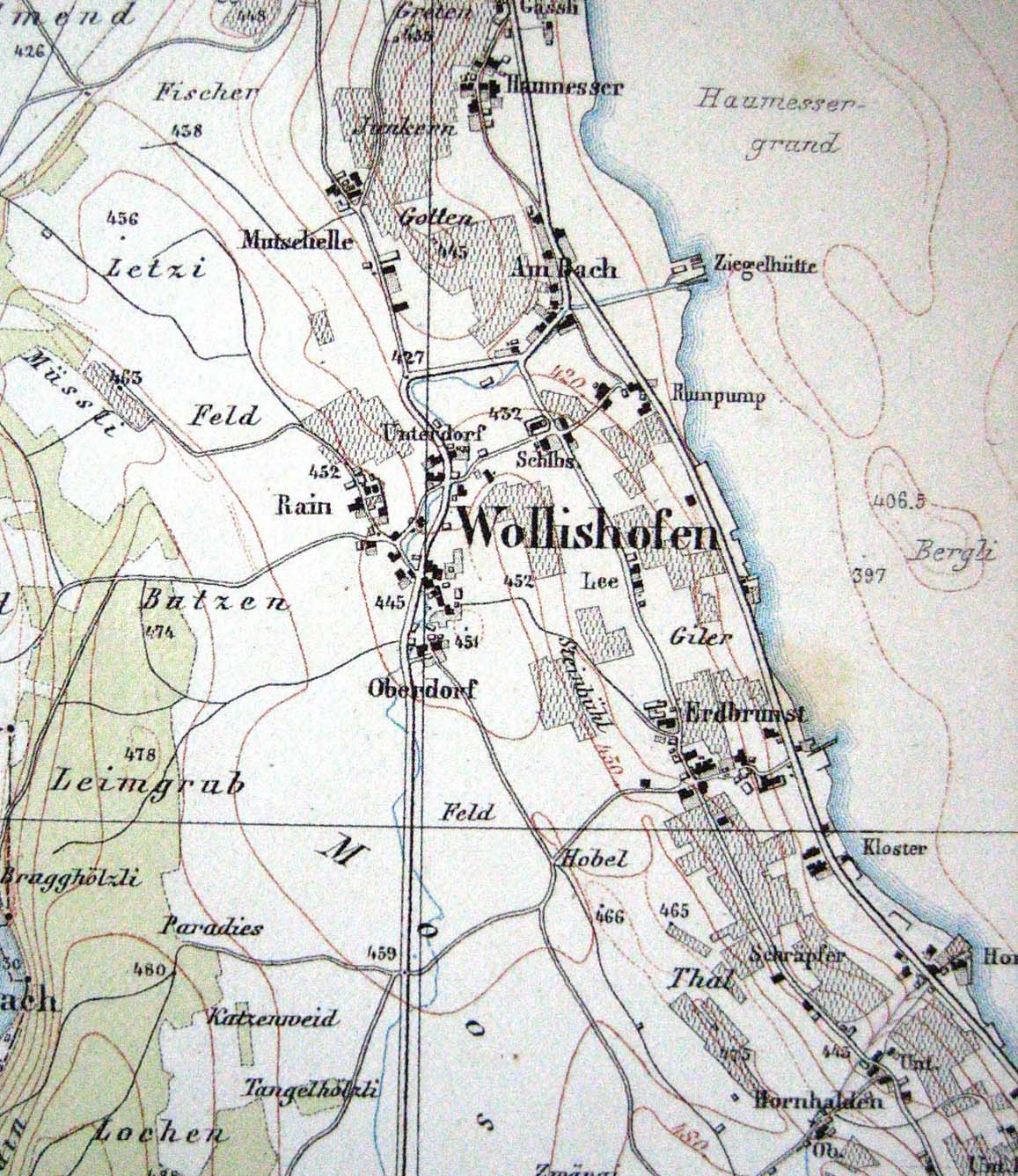
Wollishofen auf der Wild-Karte von 1848

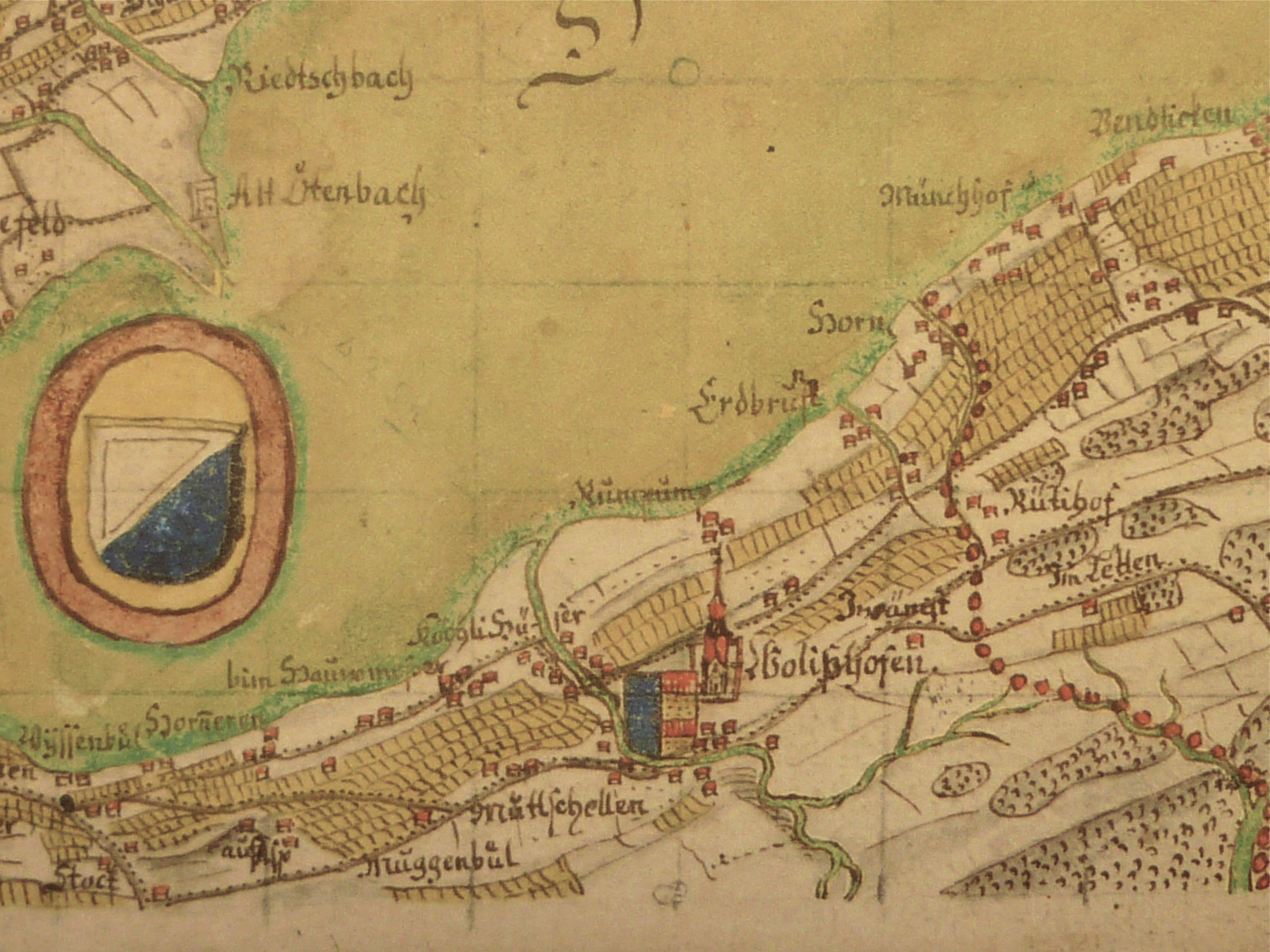
Wollishofen auf der «Karte des Kantons Zürich aus dem Jahr 1667 in 56 Blättern von Hans Conrad Gyger»

Wollishofen wurde gegen den Willen seiner Stimmbürger in einer kantonalen Abstimmung am 1. Januar 1893 zusammen mit zehn weiteren Gemeinden in die Stadt Zürich eingemeindet und bildete fortan mit der Enge den Kreis 2. Die knapp 100 Jahre vorher gewonnene Selbständigkeit ging damit wieder verloren. Der damals noch zur Gemeinde gehörende Weiler Oberleimbach wurde dabei an die Nachbargemeinde Adliswil abgetreten, zu dem er bis heute gehört.
Kurz vor dem Zweiten Weltkrieg war die Landiwiese Austragungsort der Schweizerischen Landesausstellung 1939, in der die Schweizer auf die Landesverteidigung eingeschworen wurden. Die Saffainsel wurde für die Schweizerische Ausstellung für Frauenarbeit im Jahr 1958 angelegt.
Seit 1980 werden die Landiwiese und die Saffainsel jeweils ab Mitte August bis Anfang September für die Austragung des Zürcher Theater Spektakels genutzt.

### Historische Bilder

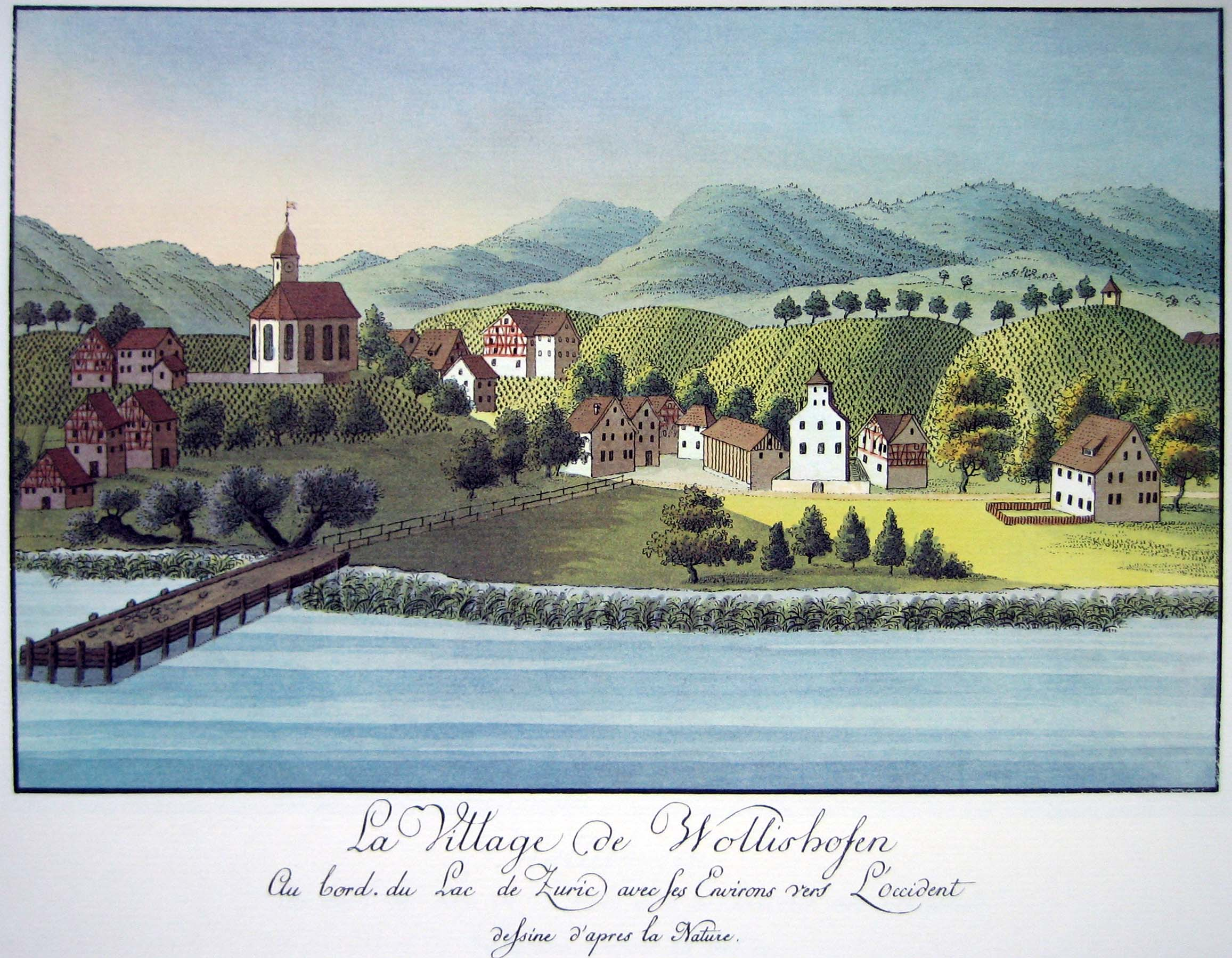
Wollishofen auf einem Stich von Heinrich Brupbacher, 1794
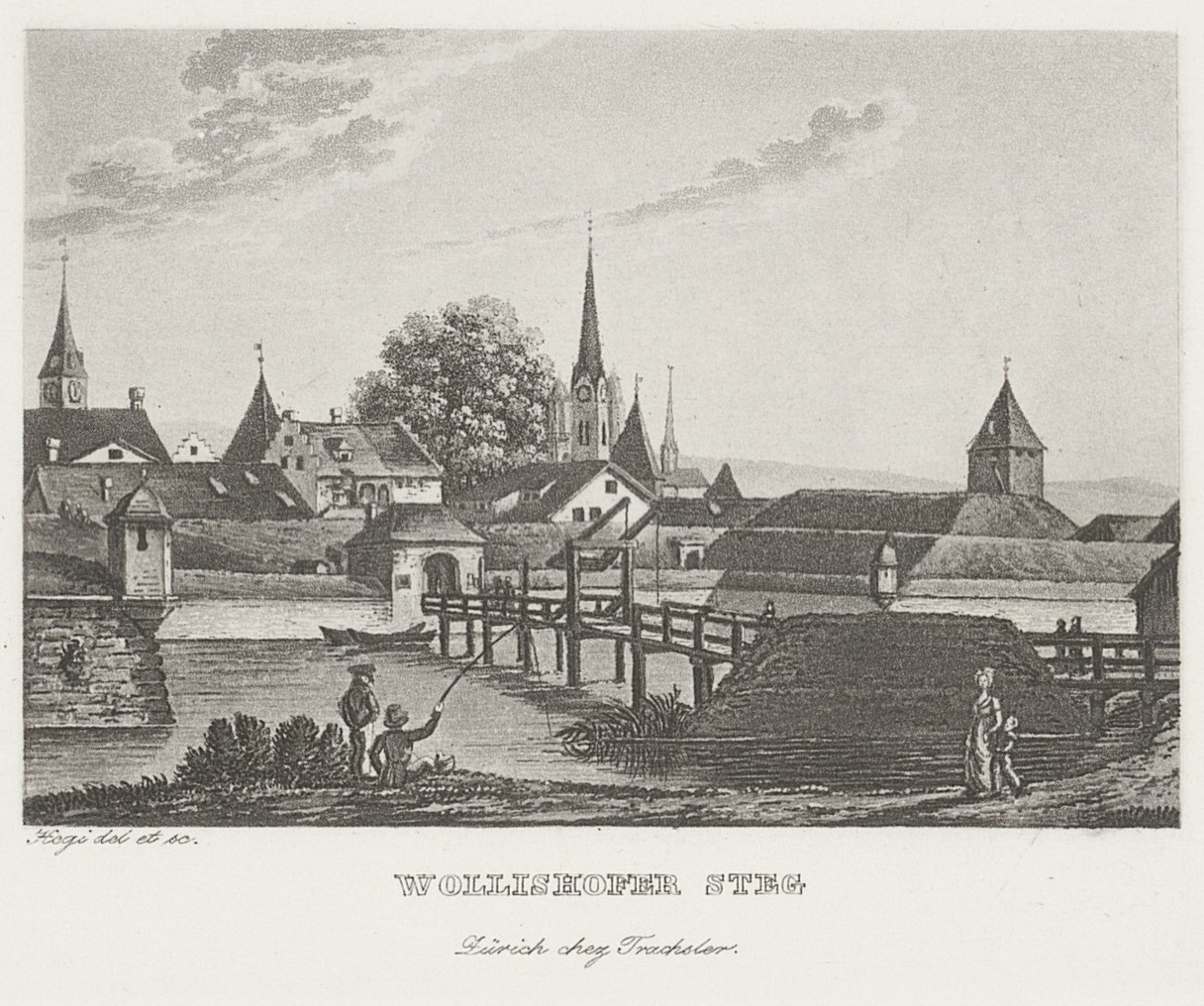
Wollishofersteg von Franz Hegi, um 1840
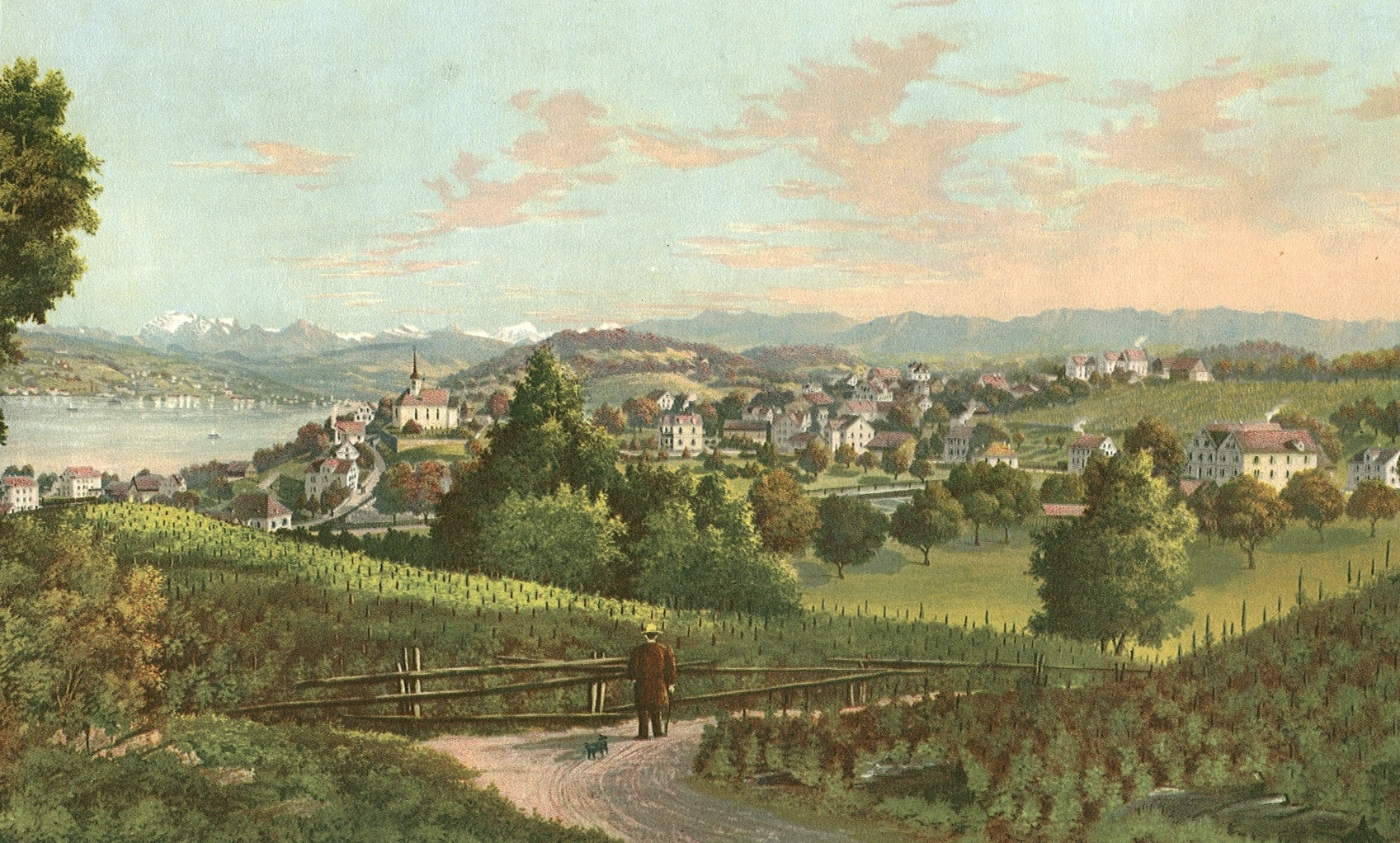
Wollishofen 1880, Blick nach Süden
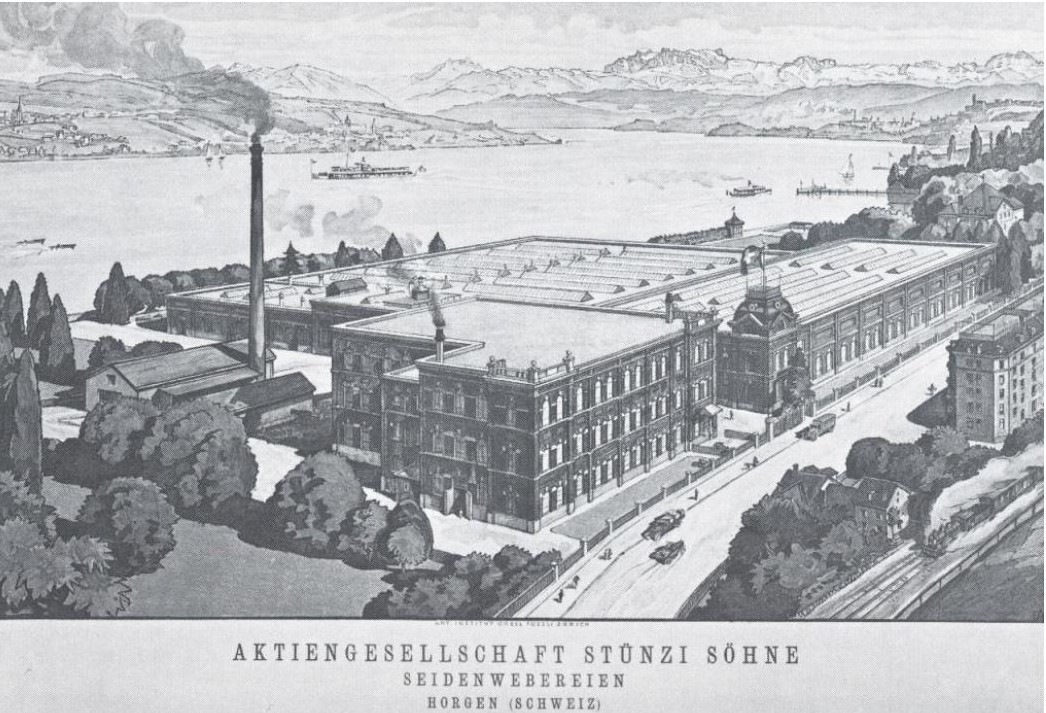
Stünzi Seidenweberei, Wollishofen, 1890
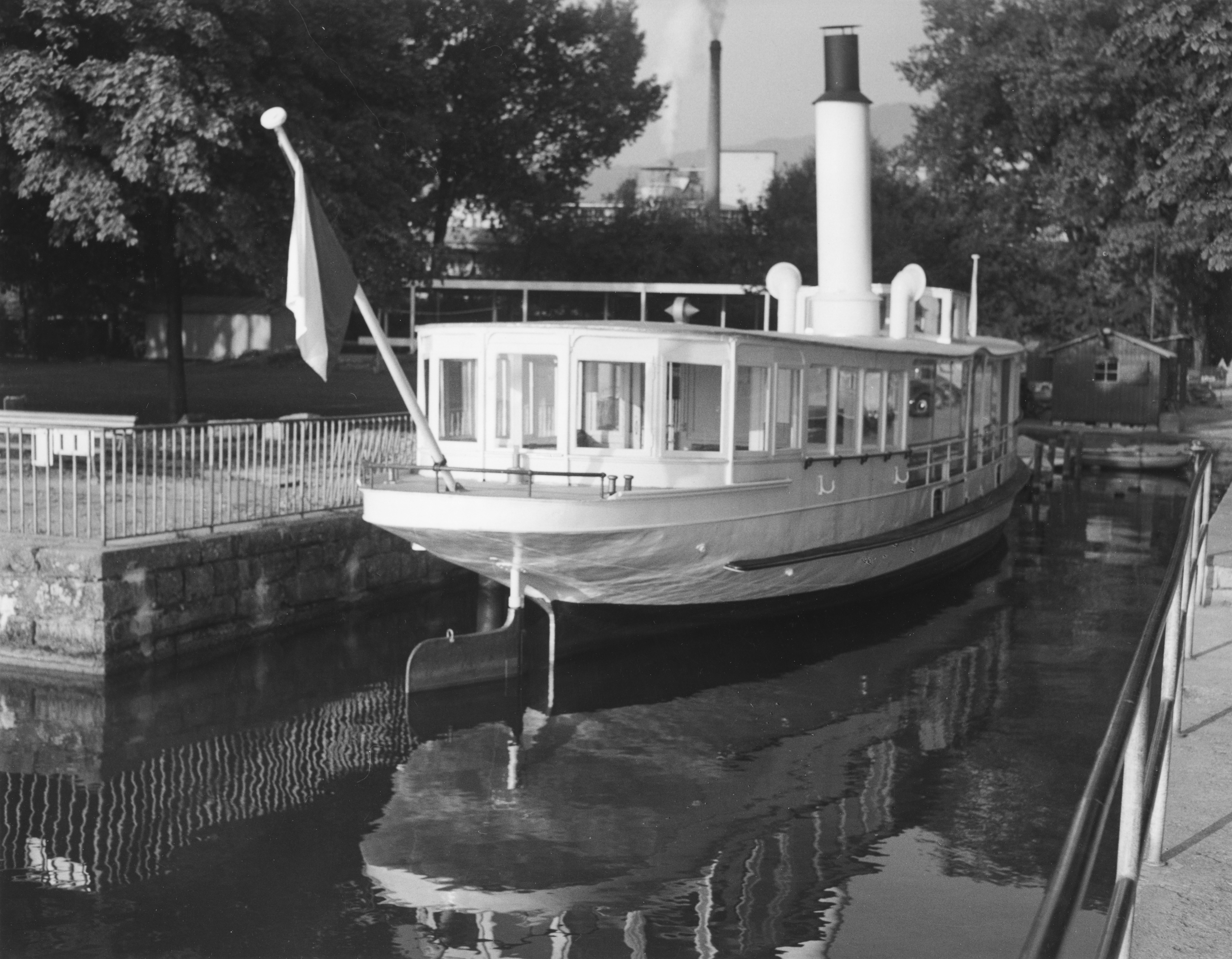
Dampfschwalbe Lützelau beim GZ Wollishofen, 1910
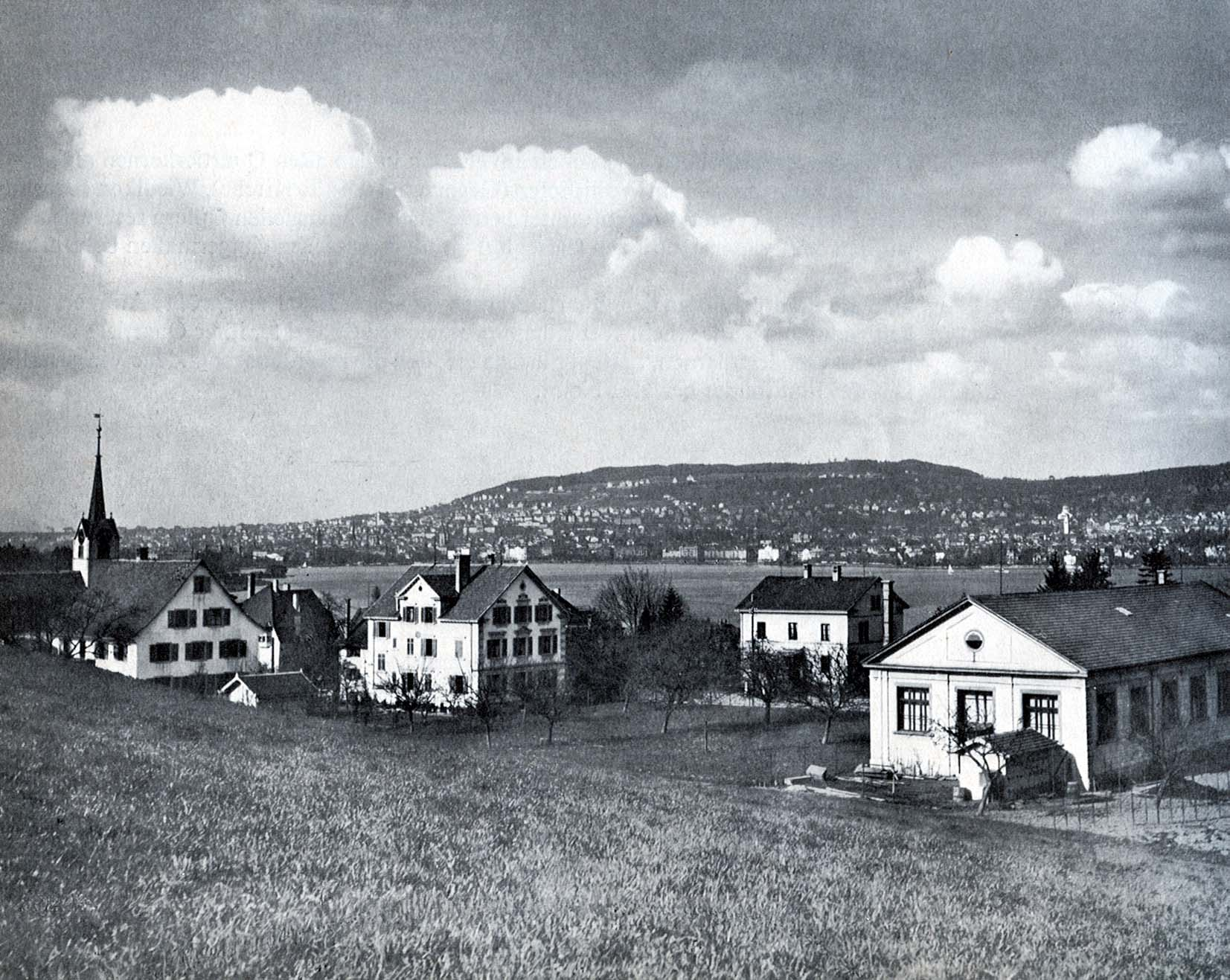
Alte Kirche Wollishofen, erbaut 1702, aus Südwesten. Rechts die einstige Turnhalle des Schulhaus A. Vor der Kirche das alte Schulhaus Kilchbergstrasse, 1912
Luftbild von Walter Mittelholzer, 1919. Links vorne die Seidenfabrik, heute die Rote Fabrik. In der Bildmitte führt die Albisstrasse durch das Morgental hoch.
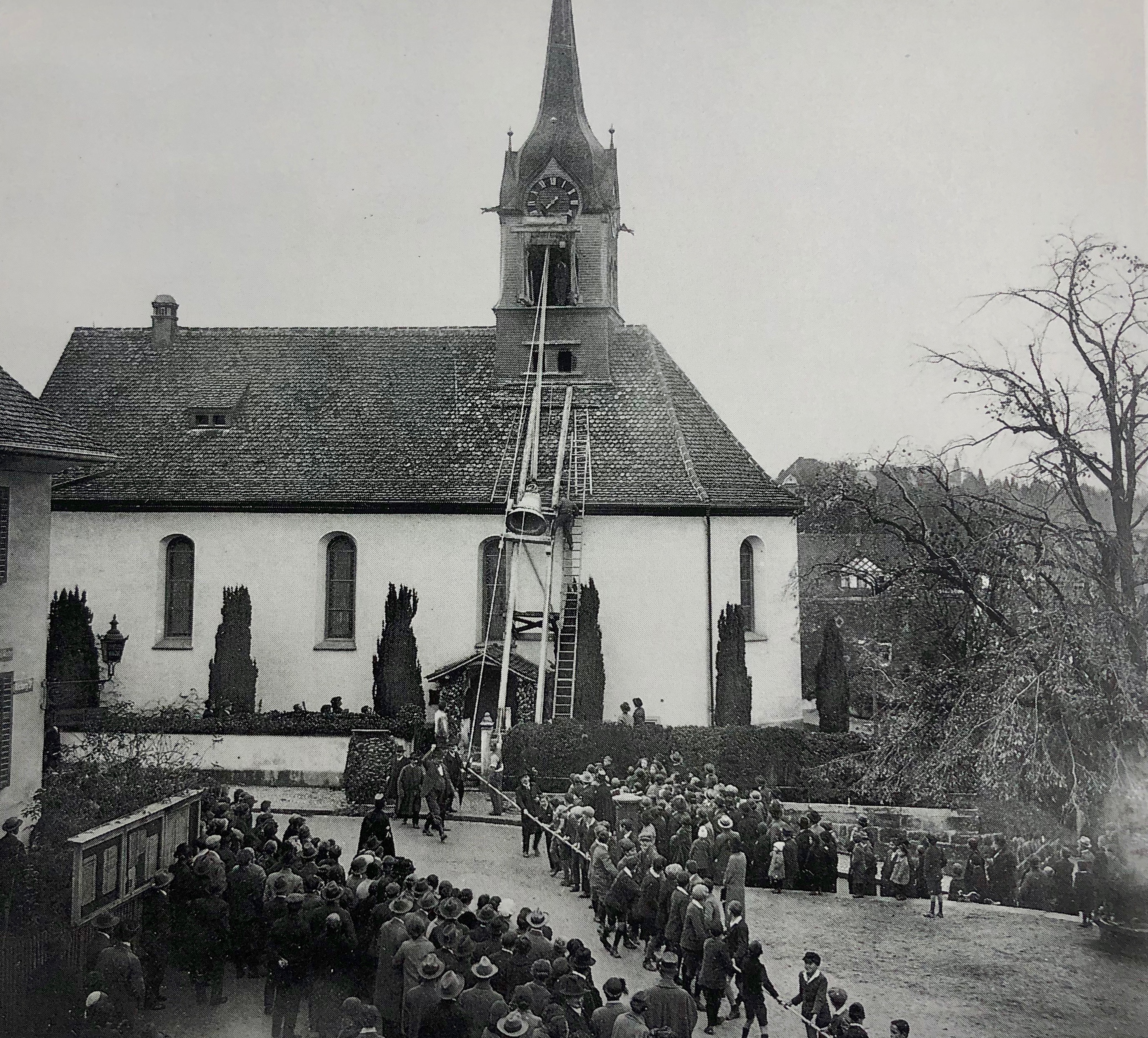
Alte Kirche Wollishofen, Glockenaufzug, 1925
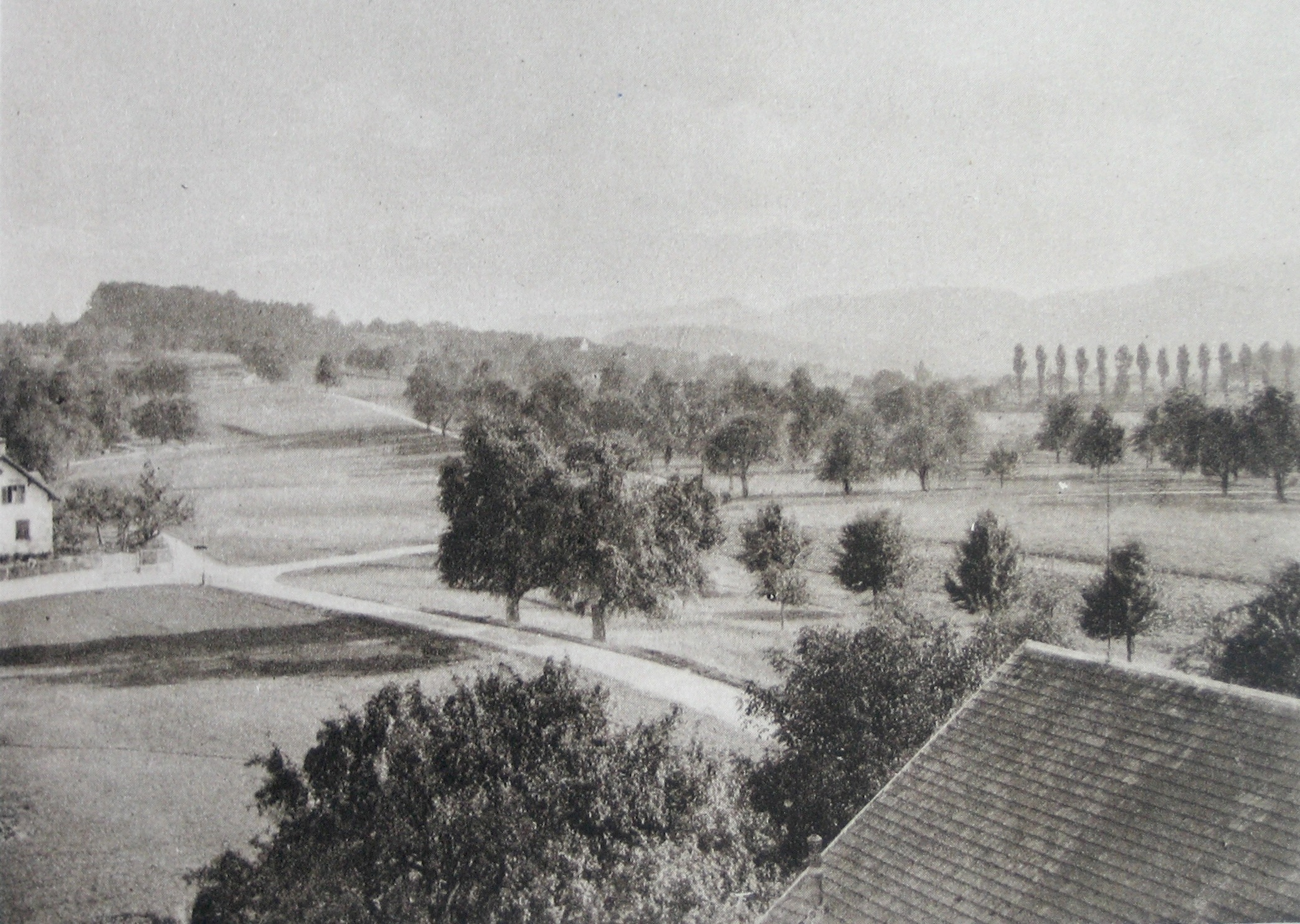
Kalchbühlstrasse / Kreuzung Widmerstrasse um 1925
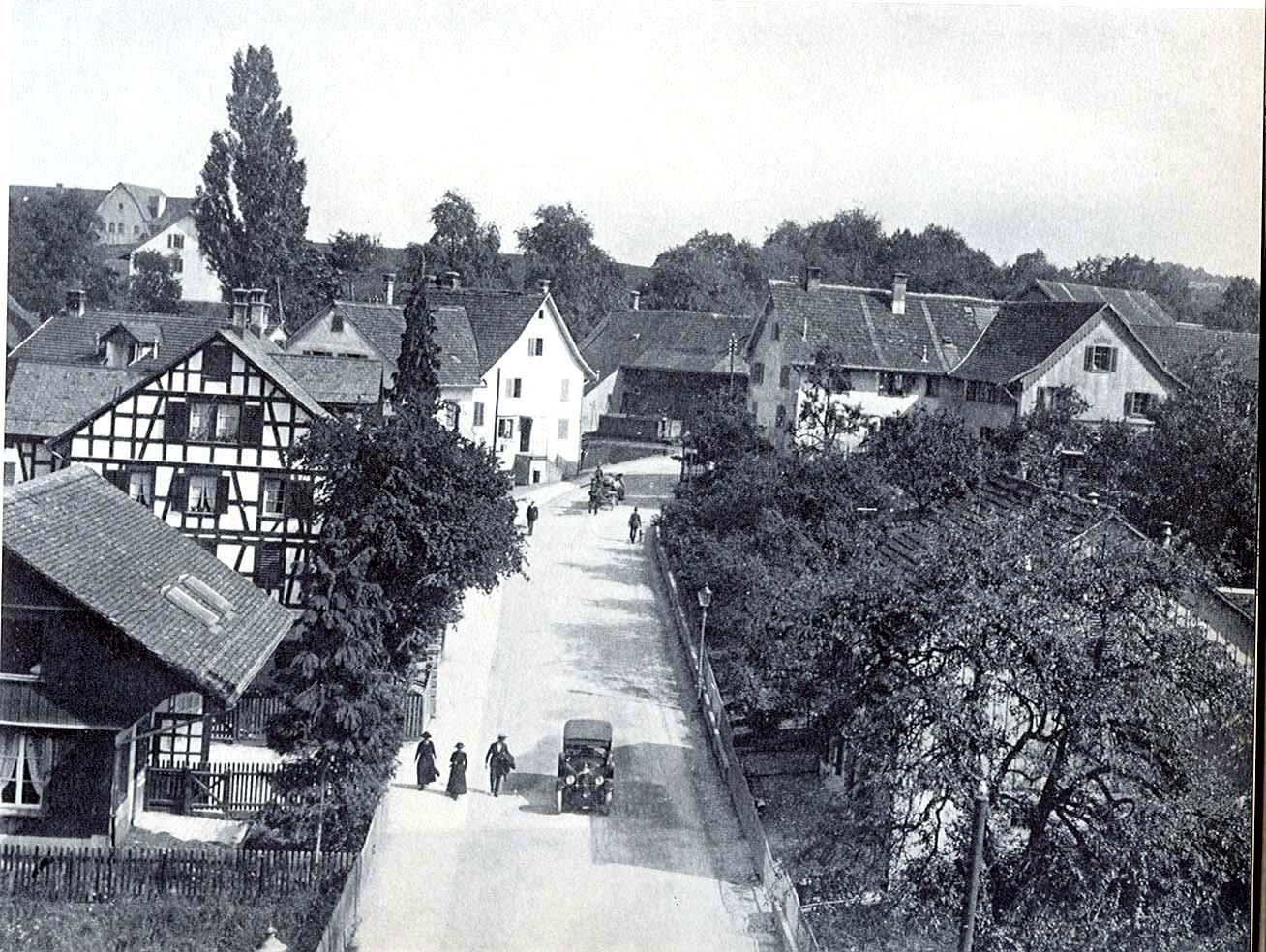
Albisstrasse in Wollishofen, circa 1927
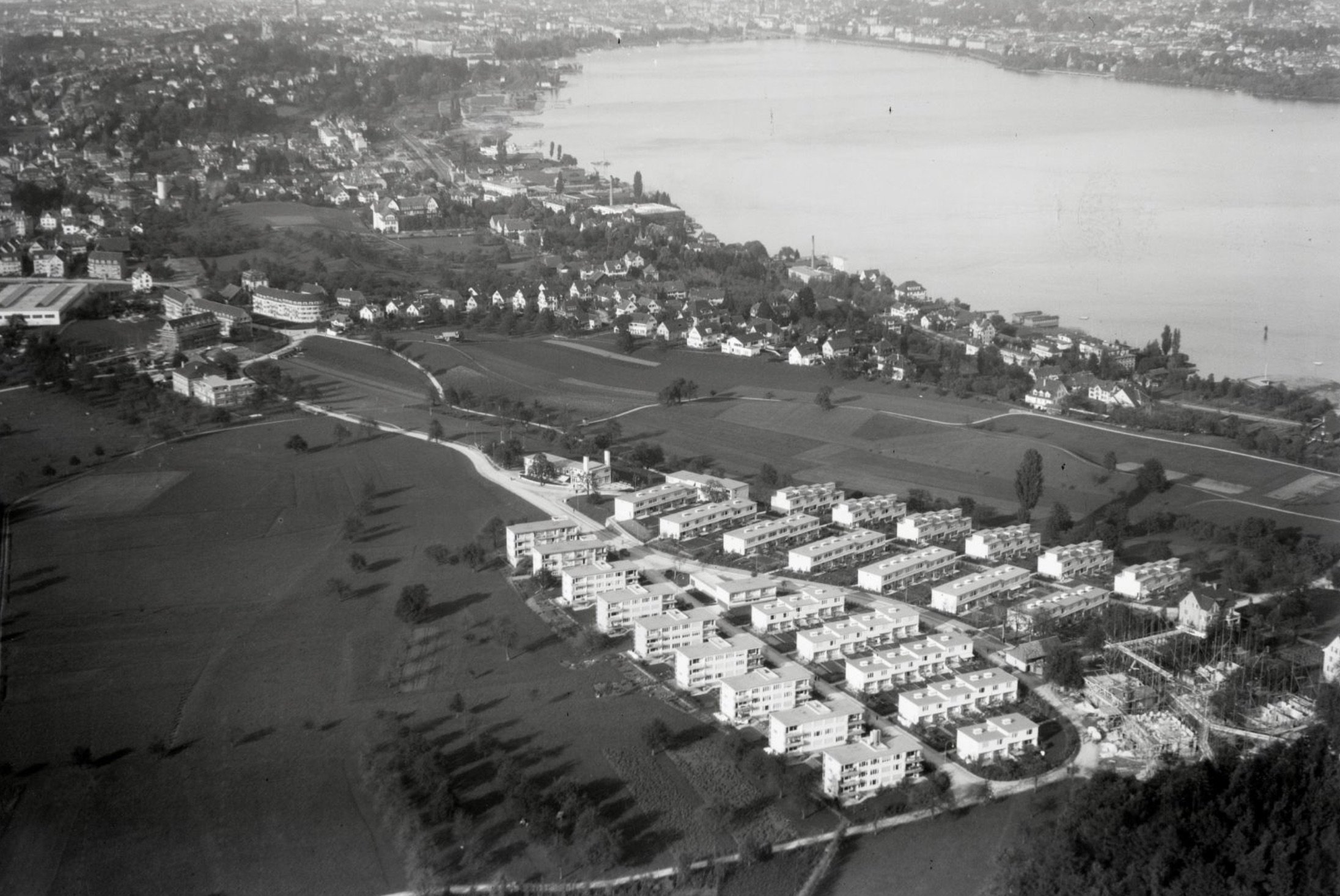
Werkbundsiedlung Neubühl nach der Fertigstellung, 1932
Saffainsel während der SAFFA 1958, Foto: Werner Friedli

## Bevölkerungsentwicklung des Quartiers
Quelle: Statistik & Daten: Wollishofen

## Kirchen

### Kirchengeschichte bis zur Reformation
Kirchlich war Wollishofen im Mittelalter zweigeteilt: Der grösste Teil gehörte zu Kilchberg, der kleinere nach St. Peter in der Stadt Zürich. Als Filiale von Kilchberg wurde Wollishofen bereits 1370 erwähnt. Im Jahre 1281 wurde eine erste Kapelle in Wollishofen urkundlich erwähnt, verbunden mit der Behausung einer Klausnerin. 1369 las in dieser Kapelle ein Kaplan von Kilchberg wöchentlich eine hl. Messe. 1408 wurde Wollishofen zusammen mit der Mutterpfarrei Kilchberg dem Kloster Kappel inkorporiert. Im Jahr 1514 erwähnt ein Richtspruch, Kappel habe den Chor der Kapelle Wollishofen zu decken und in Ehren zu halten. Die Reformation wurde in Wollishofen zusammen mit dem Kloster Kappel im Jahr 1526 durchgeführt. Eine zweite Kapelle stand in der Wacht Honrein; Näheres dazu ist nicht bekannt.

### Kirchen heute
In Wollishofen gibt es mehrere Kirchen und kirchliche Gebäude.

Die Evangelisch-reformierte Kirche besitzt zwei Gotteshäuser:
- Die Alte Kirche Wollishofen, welche im Jahr 1702 als eigenes Bethaus für das nach Kilchberg kirchengenössige Wollishofen erbaut wurde. 1764 entstand der Vorbau an der Westseite und 1787 der neue Glockenstuhl. Nach verschiedenen Umbauten und Restaurierungen wurde die Kirche 1968 unter Denkmalschutz gestellt.
- Die Neue Kirche Wollishofen (auch: Kirche auf der Egg) wurde in den Jahren 1935–1936 nach Plänen der Architekten Walter Henauer (1880–1975) und Ernst Witschi (1881–1959) errichtet. Die Kirche liegt in Nord-Süd-Richtung erhöht auf dem Moränenzug Egg und ist weit herum sichtbar. Weil die Kirche für die heutige Kirchgemeinde überdimensioniert ist, wurde im Jahr 2012 ein öffentlicher Ideenwettbewerb für eine eventuelle Umnutzung durchgeführt. In den Jahren 2014 bis 2018 war dort das Projekt KunstKlangKirche beheimatet.[5] Seit Herbst 2023 gibt es eine Co-Nutzung mit den Digiatlkünstlern von Projektil (Homepage).

Die Römisch-katholische Kirche ist in Wollishofen mit der Kirchgemeinde St. Franziskus vertreten:
- Die Kirche St. Franziskus wurde in den Jahren 1927–1928 nach Plänen des Architekten Joseph Steiner, Schwyz erbaut. Die im romanischen Basilika-Stil erbaute Kirche besitzt einen charakteristischen runden Kirchturm, der mit seiner Form an die südliche Heimat des Kirchenpatrons Franz von Assisi erinnern soll. Sie befindet sich beim Morgental an zentraler Lage.

Die Evangelisch-methodistische Kirche besitzt in Wollishofen
- die Wesley-Kapelle, die mit ihrem Namen auf John Wesley (1703–1791), den Gründer der methodistischen Kirche, hinweist. Der in Formen der Neoromanik und des Heimatstils gestaltete Baukomplex setzt sich aus Wohnhaus und Kapelle mit polygonalem Turmerker zusammen. Architekt des 1911 erstellten Gebäudes war Albert Brändli (1876–1941), Burgdorf. Seit 1998 steht die Kapelle unter Denkmalschutz.

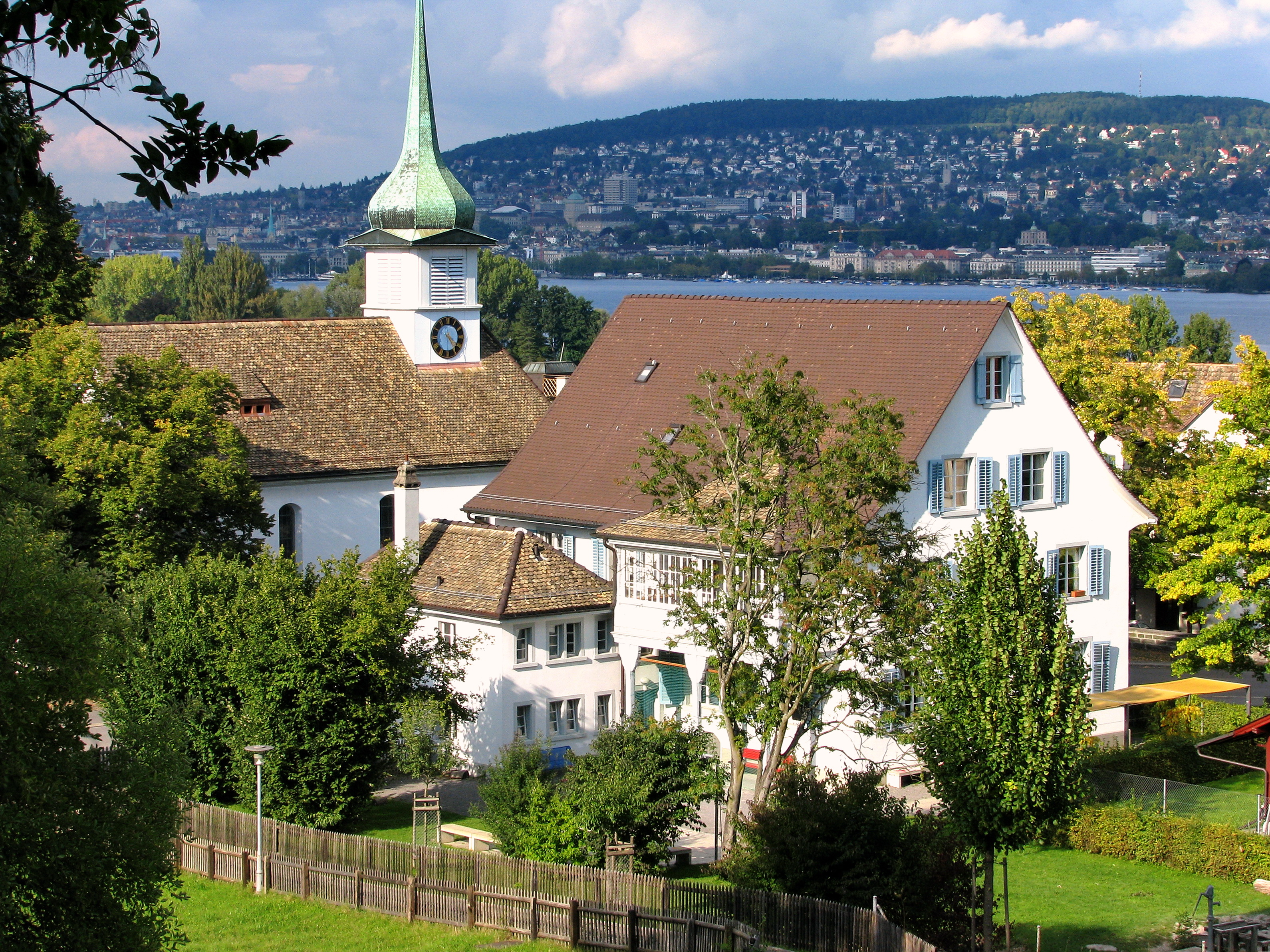
Alte Kirche Wollishofen, aufgenommen von der Neuen Kirche
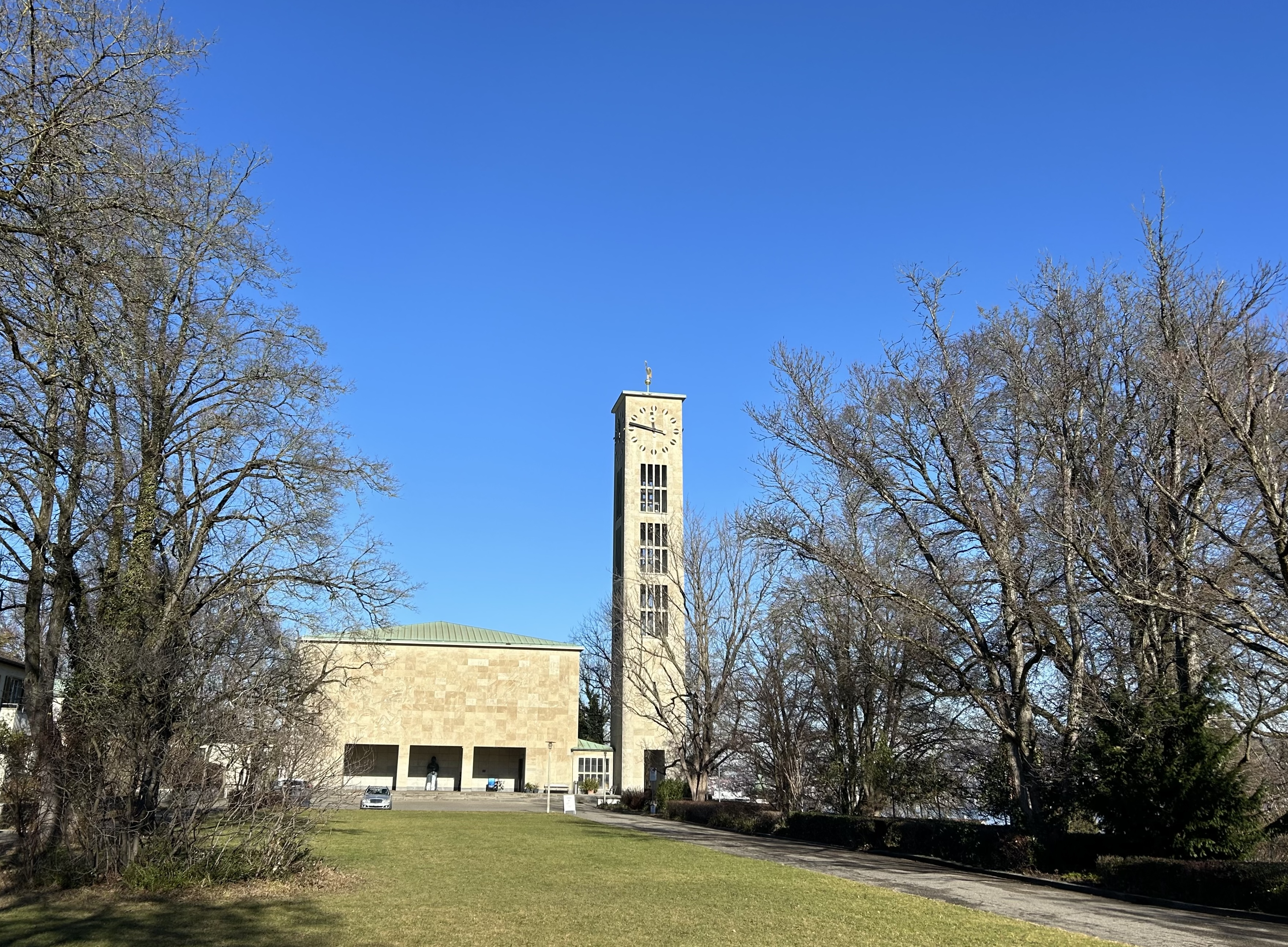
Neue Kirche Wollishofen, Ansicht von Südosten
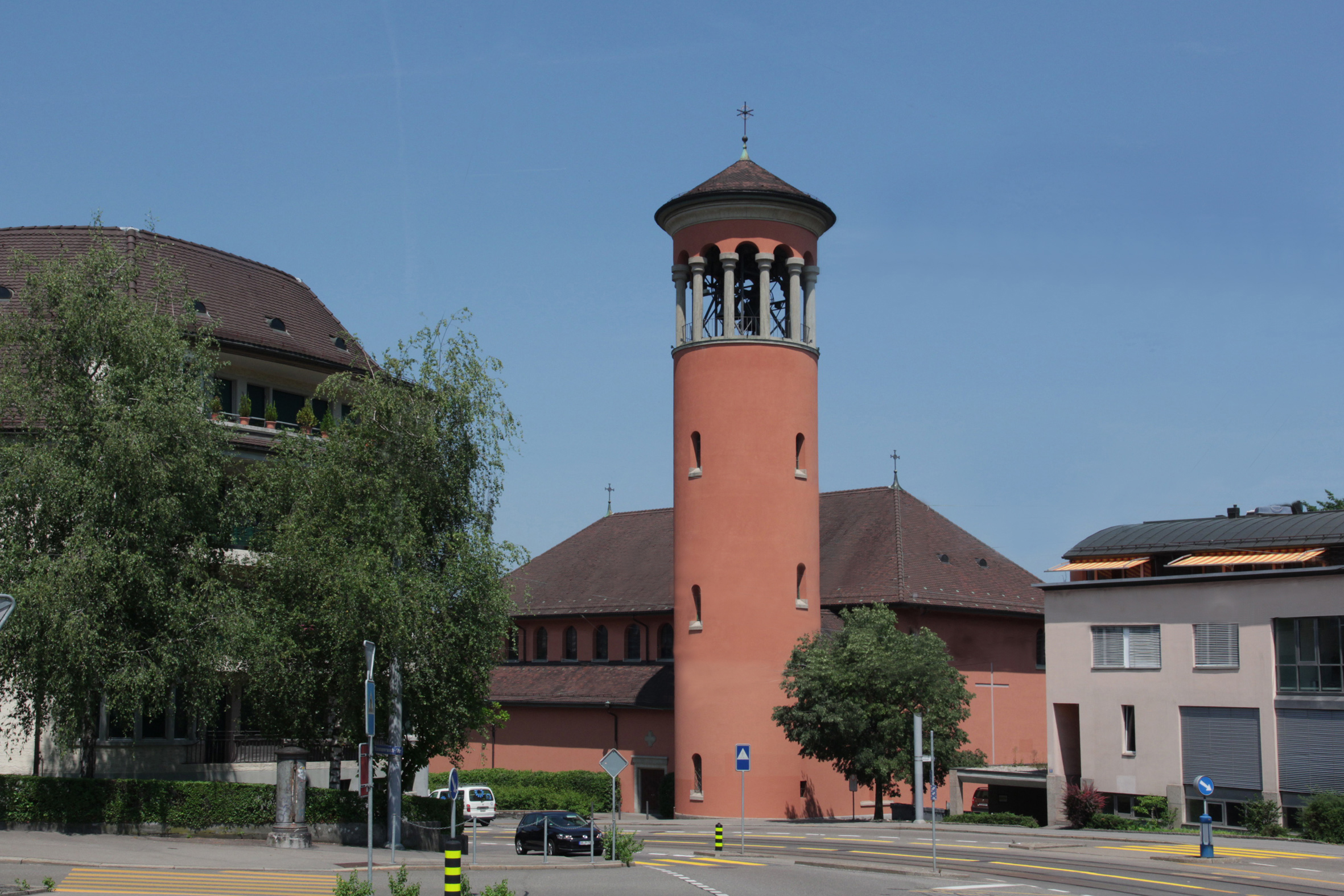
Römisch-katholische Pfarrei St. Franziskus, Ansicht von der Albisstrasse
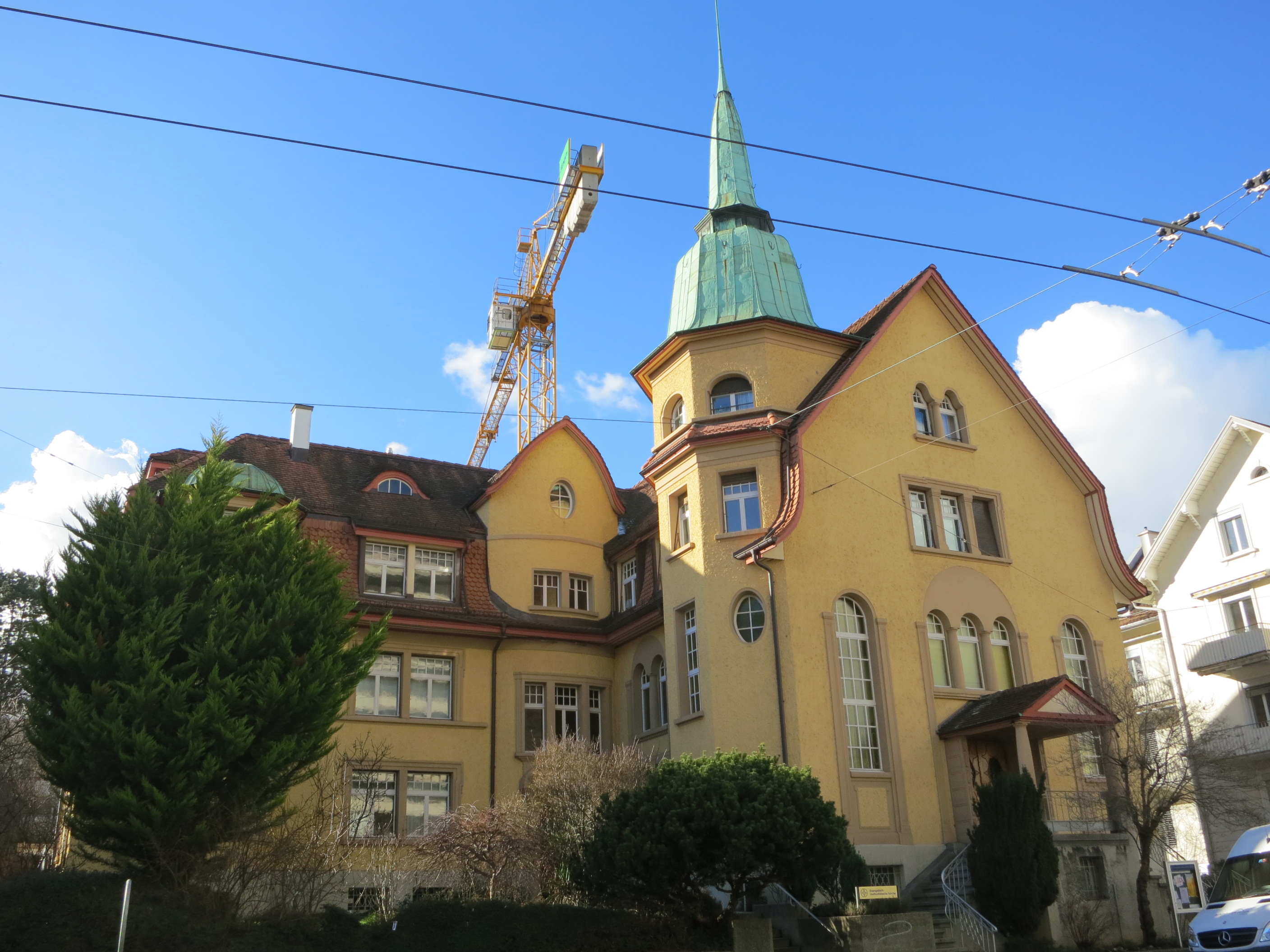
Wesley Kapelle, Mutschellenstrasse 188

## Wirtschaft und Infrastruktur
Um 1720 wurde eine Seidenweberei eröffnet und schon bald sorgten mehrere kleinere Betriebe für neue Arbeitsplätze. Die grosse Entwicklung setzte 1885 mit der Einweihung des Bahnhofes und 1900 mit dem Bau der elektrischen Strassenbahn bis zum Morgental ein. Im Juli 1928 wurde die Strecke durch den Abschnitt Morgental–Albisstrasse (heute Wollishoferplatz) verlängert und das bei der Endhaltestelle liegende Depot Wollishofen in Betrieb genommen. Heute fährt die Linie 7 (Bhf. Stettbach–Bahnhofstrasse/HB–Wollishoferplatz) der Verkehrsbetriebe Zürich auf dieser Strecke.
Die Albisstrasse, ein Werk des Zürcher Strassenbauinspektors Heinrich Pestalozzi, wurde 1841–1845 gebaut. Die weit ausholende Kurve beim Morgental gleicht das Strassengefälle aus. Mit dem Bau der Albisstrasse und dem Ausbau des Albispasses erhielt Zürich eine schnelle Strassenverbindung nach Zug.

Waschanstalt Zürich an der Seestrasse 463, Foto: Walter Mittelholzer, zwischen 1918  und 1937
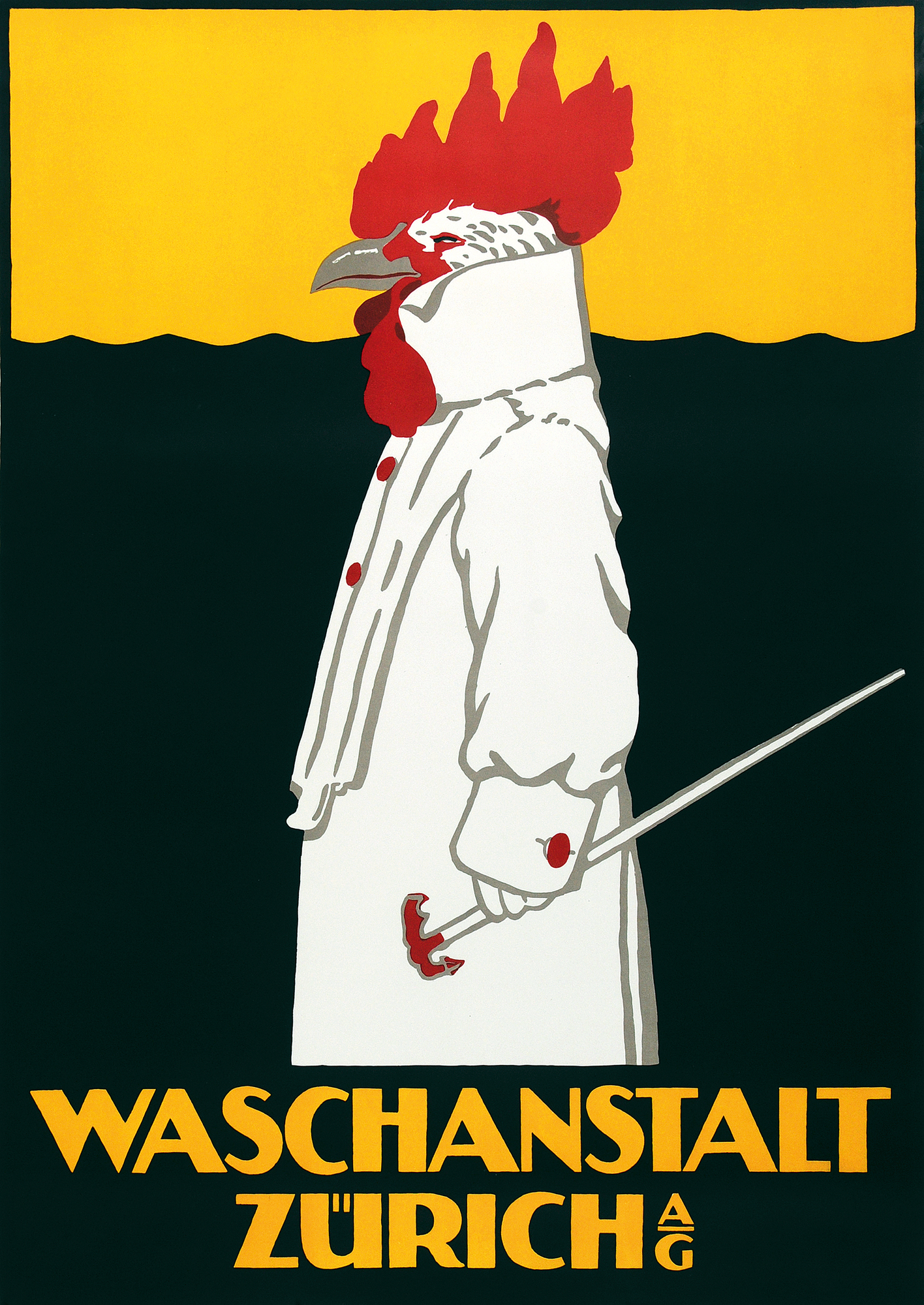
Der rot-weisse Hahn, Markenzeichen der «Wöschi», entworfen von Robert Hardmeyer, 1905

Während mehreren Jahrzehnten war die Waschanstalt Zürich an der Seestrasse 463, die «Wöschi», ein Wahrzeichen von Wollishofen. Heinrich Treichler hatte 1857 eine schwimmende Wäscherei auf der Limmat betrieben. Das von Gottfried Semper angefertigte Gross-Wäsche-Schiff, bis 1870 am Limmatquai stationiert, musste dort weichen und wurde nach Wollishofen umplatziert, wo Treichler eine Fabrikanlage mit Backsteingebäuden, hohem Fabrikschlot und einer Shedhalle bauen liess. Das Markenzeichen mit dem hohen Erkennungswert, der rot-weisse Hahn, gilt als Teil des Erfolgs der Waschanstalt.
Der 1875 eröffnete Bahnhof Zürich Wollishofen ist einer von dreizehn SBB-Bahnhöfen auf dem Gebiet der Stadt Zürich. Die S8 und S24 bedienen diesen Bahnhof. Östlich der Bahnstation liegen die Schiffstation Zürich Wollishofen und die Werft der Zürichsee-Schiffahrtsgesellschaft (ZSG), die zugleich Sitz des Unternehmens ist.
Die Zunft Wollishofen wurde 1900 mit dem Zweck gegründet, die Interessen des Quartiers im Auge zu behalten, jährlich drei bis vier Zusammenkünfte durchzuführen und an kostümierten Sechseläuten- oder Fasnachtsumzügen mitzuwirken. Das Belvoir, einstiger Wohnsitz von Alfred Escher und seiner Tochter Lydia Welti-Escher, dient den Mitgliedern der Zunft als Stammhaus.
Das Seewasserwerk Moos, das erste von heute zwei städtischen Seewasserwerken, die Seewasser aufbereiten, wurde 1914 im Wollishofer Moos an der Grenze zu Adliswil eröffnet.
1930 liess das Handelsunternehmen Pestalozzi AG eine Fassade ihres Lagers in Wollishofen mit einer Werbegrafik von Max Bill schmücken.
Zwischen der Roten Fabrik und dem Gemeinschaftszentrum Wollishofen am Mythenquai 383 befindet sich eines der beiden am Zürichsee gelegenen Betonwerke der Kibag AG. Die Firma betreibt mehrere Ledischiffe, die Kies und Sand vom Kieswerk Nuolen auf dem Zürichsee in die Betonwerke transportieren, wo der Transport des Materials auf dem Landweg fortgesetzt wird.

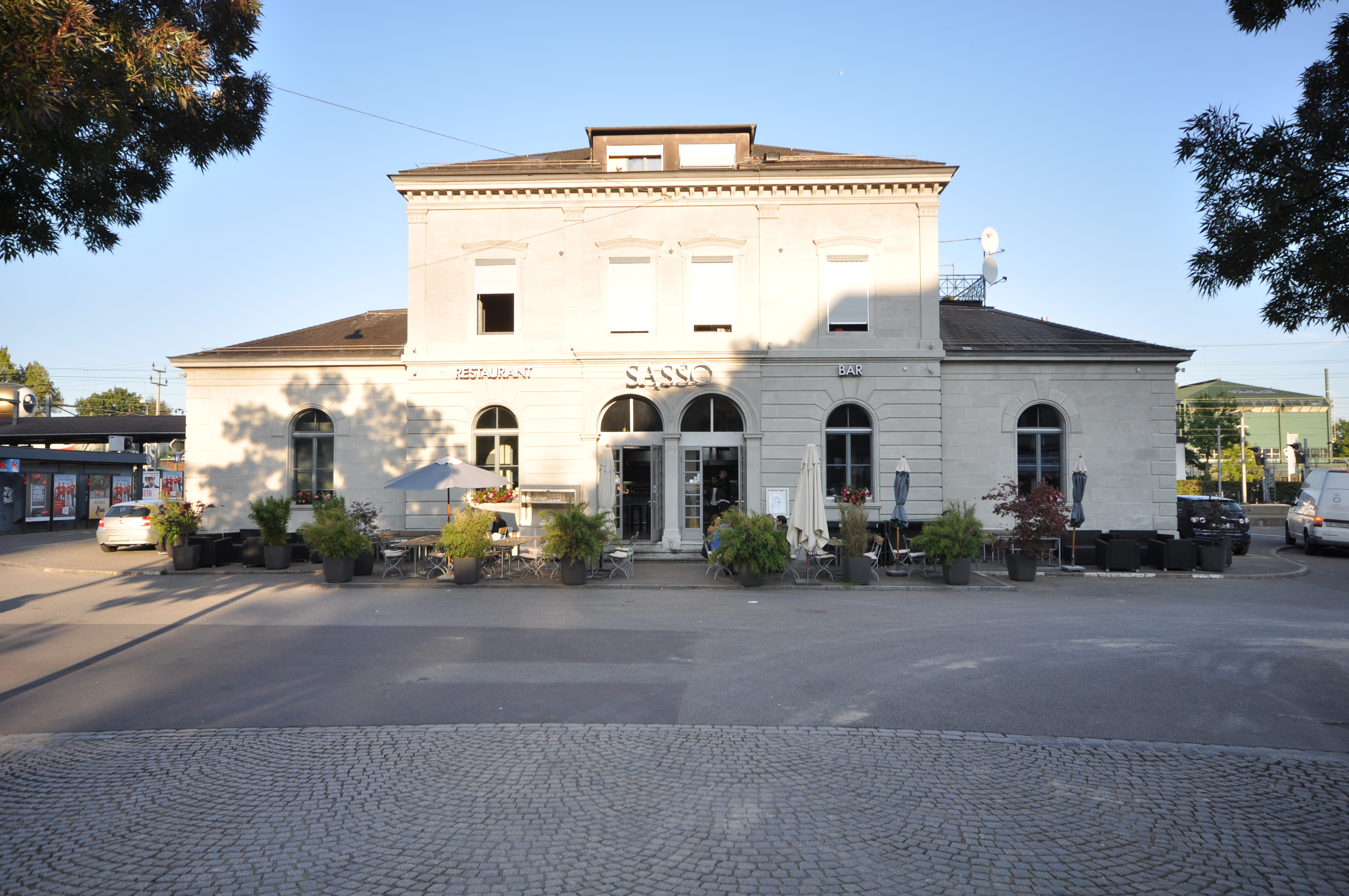
Bahnhofsgebäude Bahnhof Wollishofen
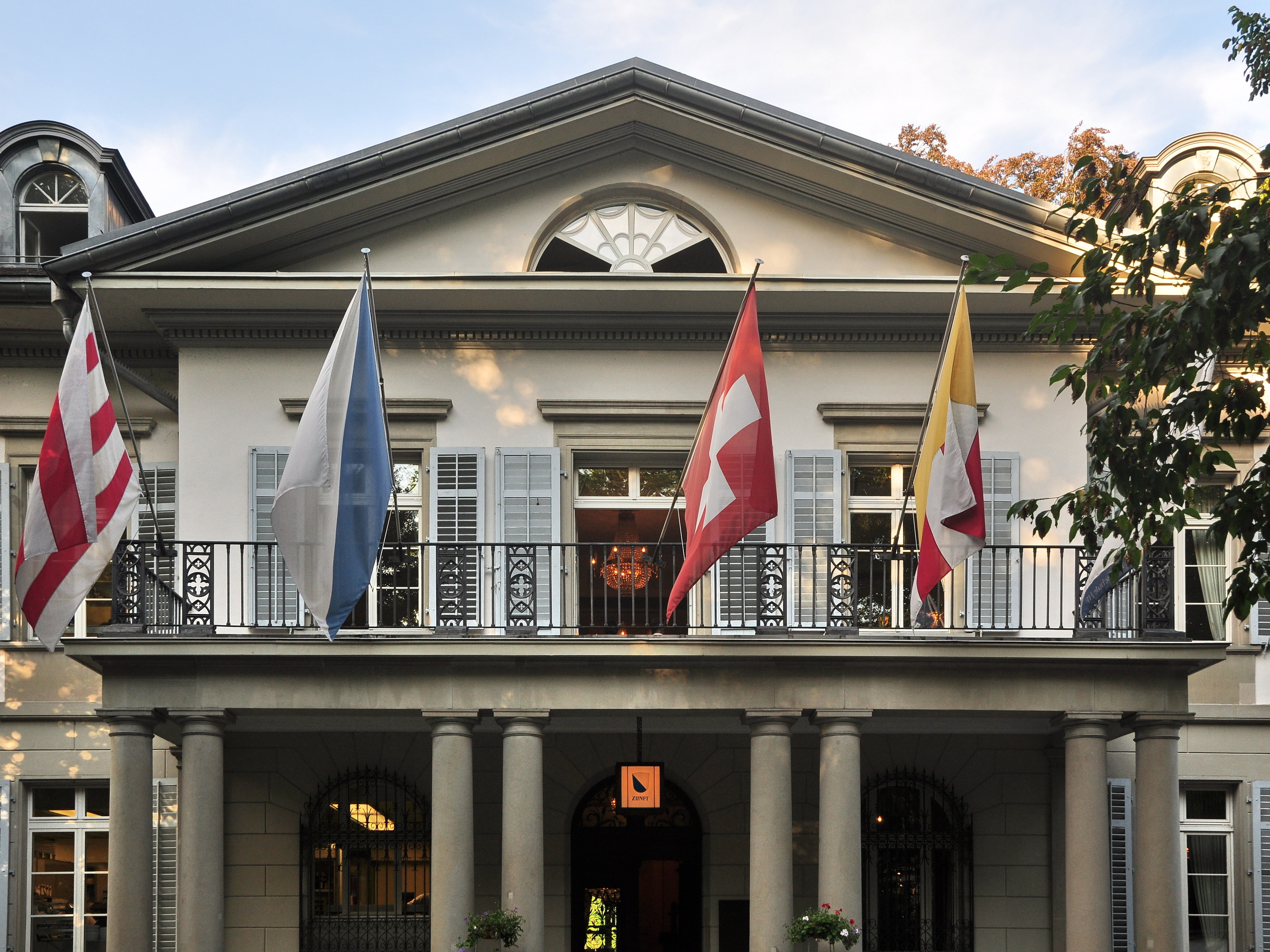
Belvoir, Stammhaus der Zunft Wollishofen
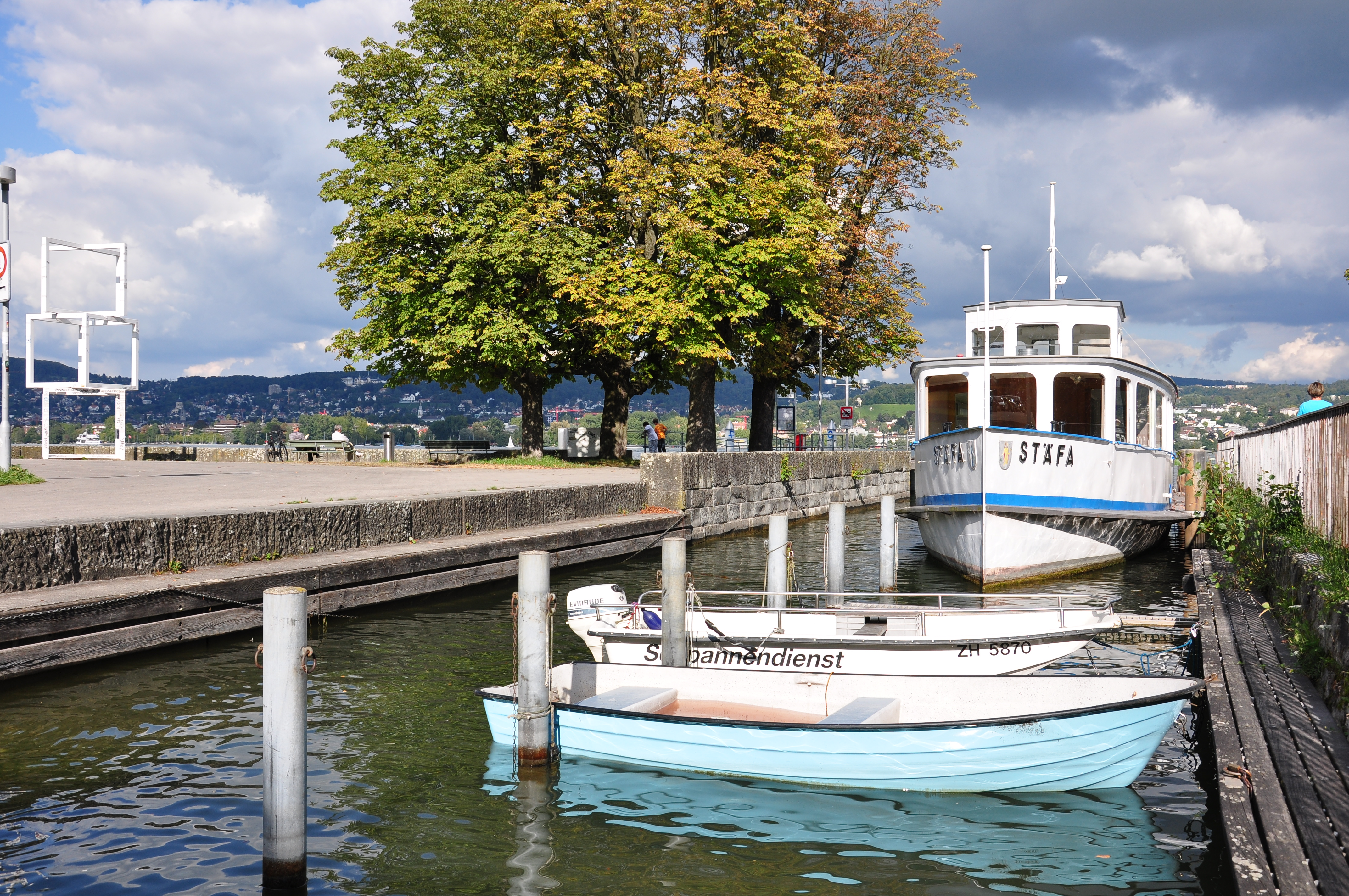
Schiffstation Zürich Wollishofen, das ehemalige Zürichseeschiff Stäfa wird als Restaurant des GZ Wollihofen genutzt.
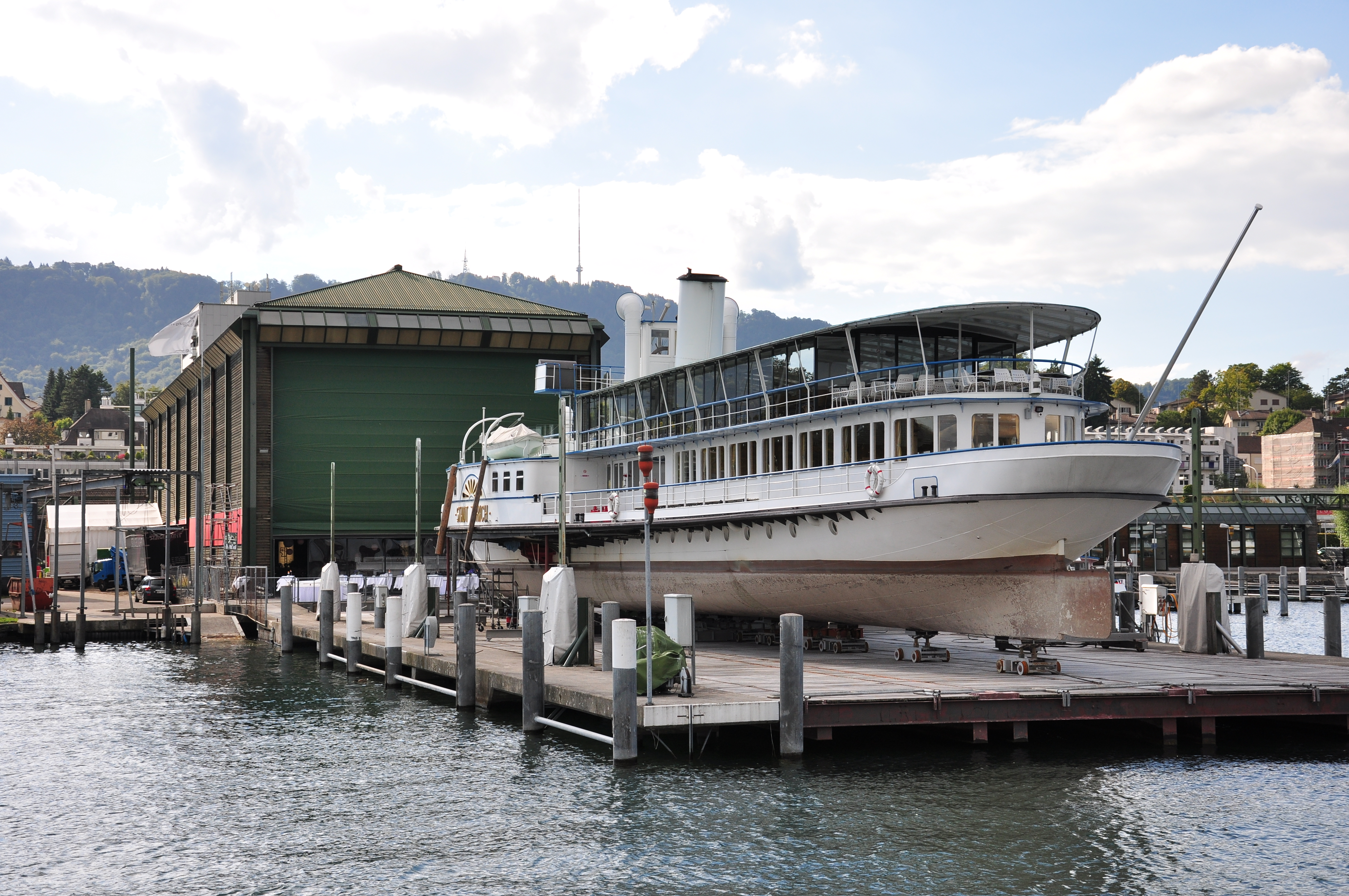
Werft Wollishofen, Zürichseeschiff Stadt Rapperswil
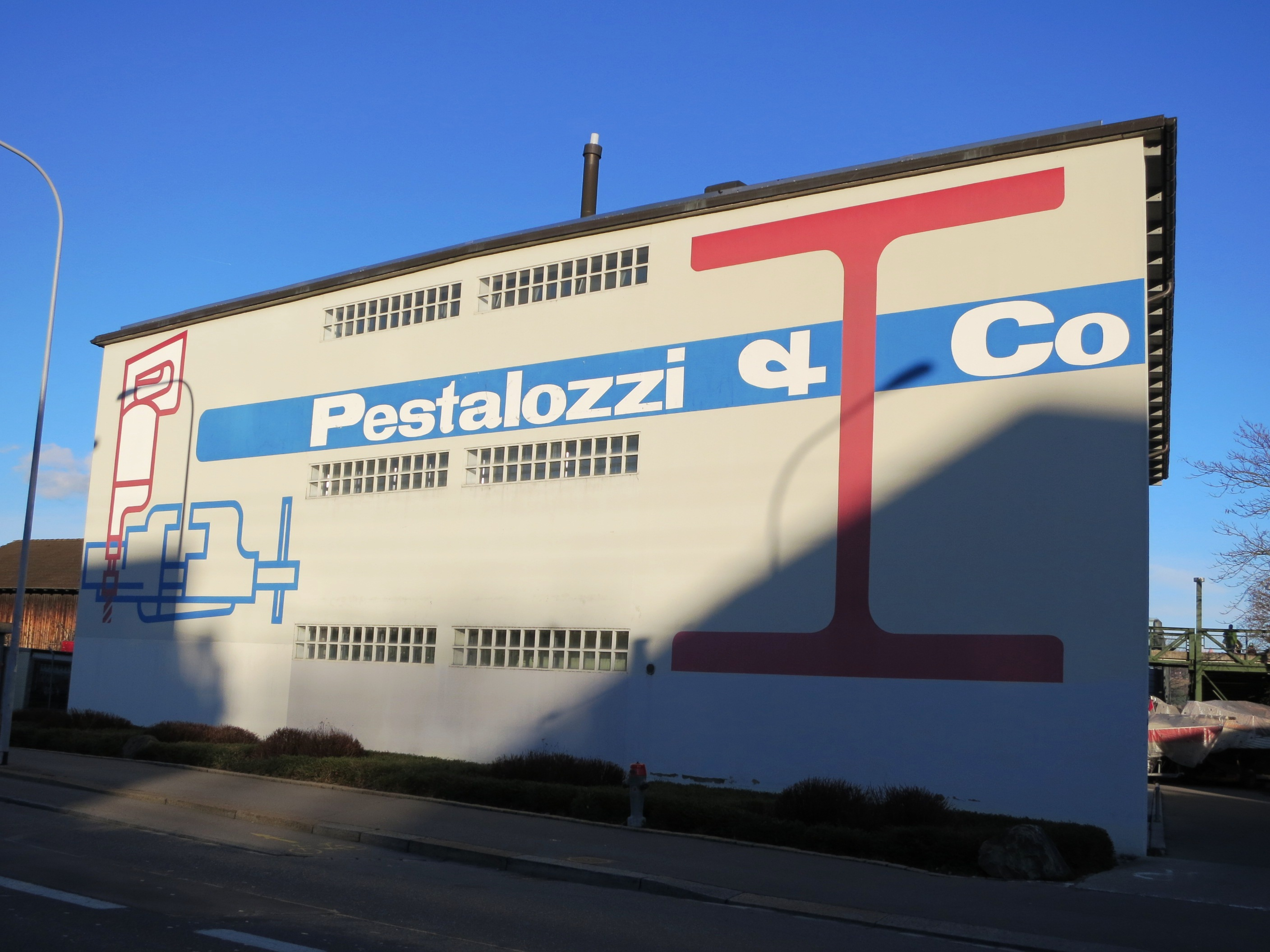
Werbegrafik von Max Bill, 1930, an der Lagerhalle der Pestalozzi AG
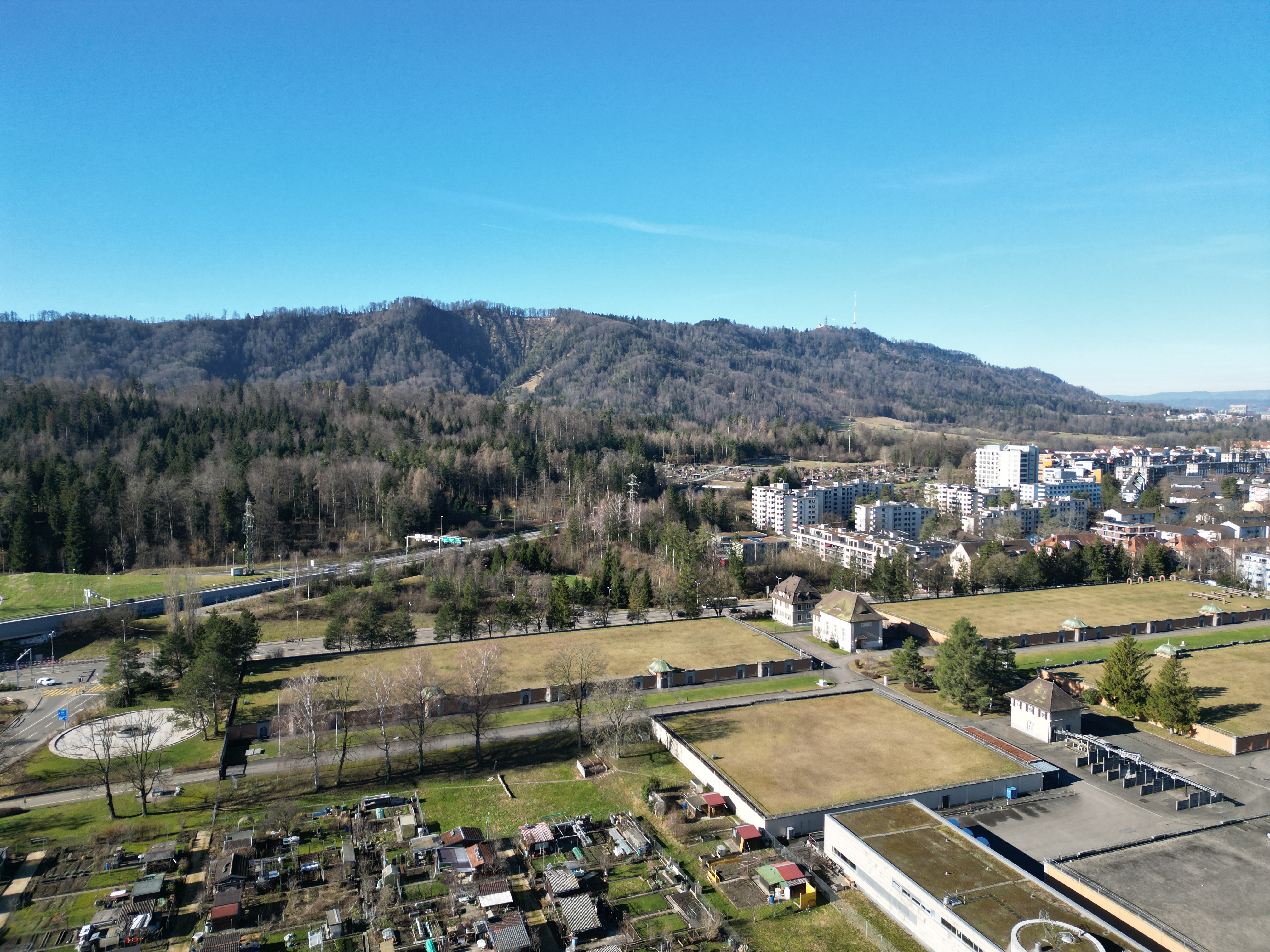
Seewasserwerk Moos an der Grenze zu Adliswil
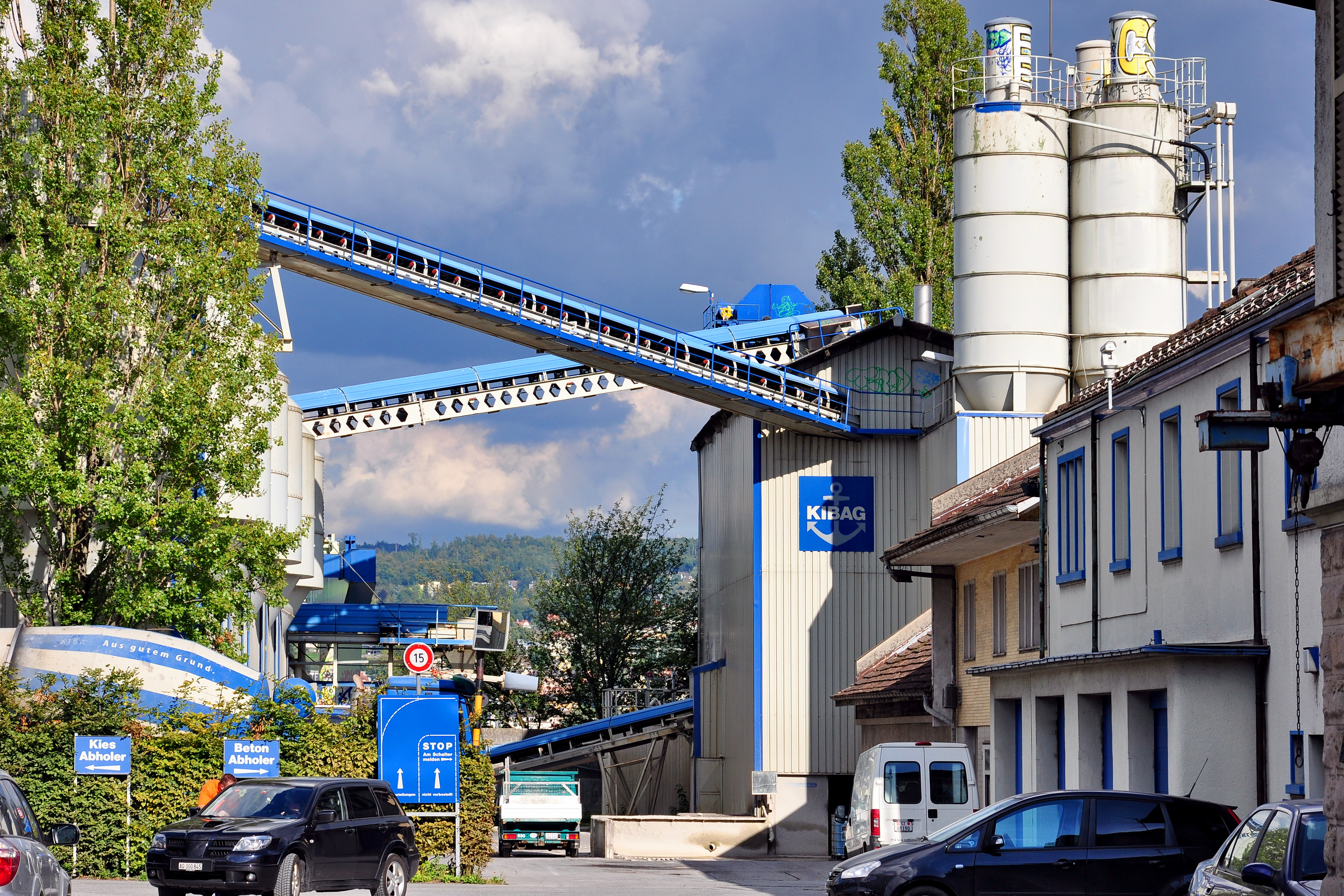
Betonwerk der Kibag AG in Wollishofen

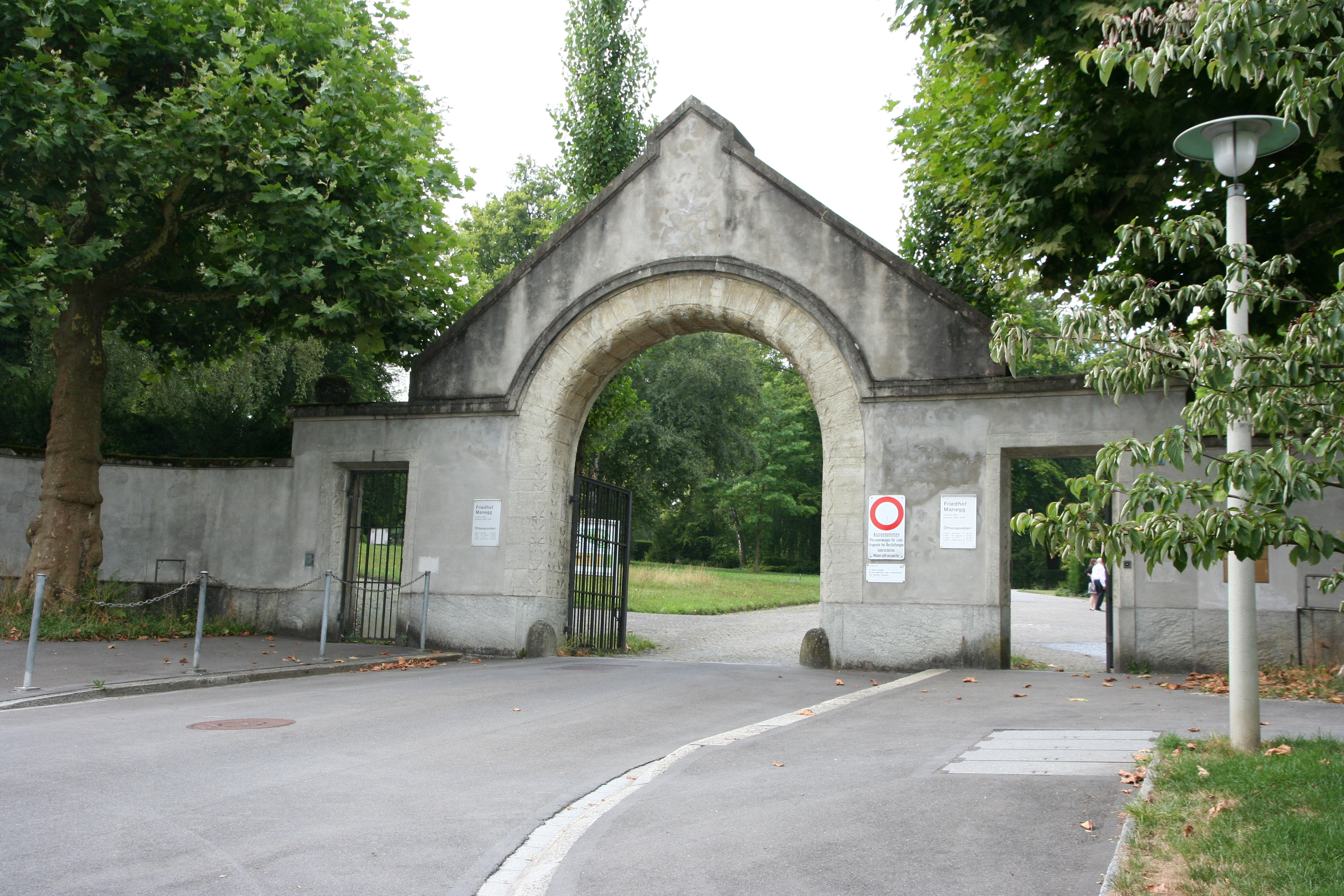
Haupteingang zum Friedhof Manegg

Der Friedhof Manegg wurde 1897 eingerichtet. Auf ihm finden sich die Grabstätten zahlreicher Prominenter, so Friedrich Glauser, Alfred Escher, Othmar Schoeck und Aglaja Veteranyi.

## Bildung und Kultur

### Schulen
- Schulhaus Wollishofen, 1885–1887, Kilchbergstrasse 23, Architekt: Johann Heinrich Reutlinger, Stil: neoklassizistisch
- Sekundarschule Hans Asper, 1912, Kilchbergstrasse 26, benannt nach dem Renaissance-Maler, der in Wollishofen lebte, Architekt: Friedrich Fissler, Stil: Heimatstil
- Sekundarschule für Gehörlose und Schwerhörige, 1912, Kilchbergstrass 25
- Schule für Gehör und Sprache, 1915, Frohalpstrasse 78, Architekt: Hermann Fierz
- Schulhaus Manegg, 1935, Tannenrauchstrasse 10, Architekt: Roland Rohn, Stil: Formensprache des Neuen Bauens
- Schulhaus Entlisberg, 1947, Balberstrasse 71, Architekten: Kräher, Bosshardt und Forrer, Stil: Nachkriegsarchitektur mit Verweisen auf die Architektur der Landesausstellung 1939
- Schulhaus Lee, 1952, Kilchbergstr. 50, Architekt: Theo Schmid
- Schulhaus Neubühl, 1960, Erligatterweg 33, Architekt: Walter Custer, Stil: strukturalistische Architekturauffassung

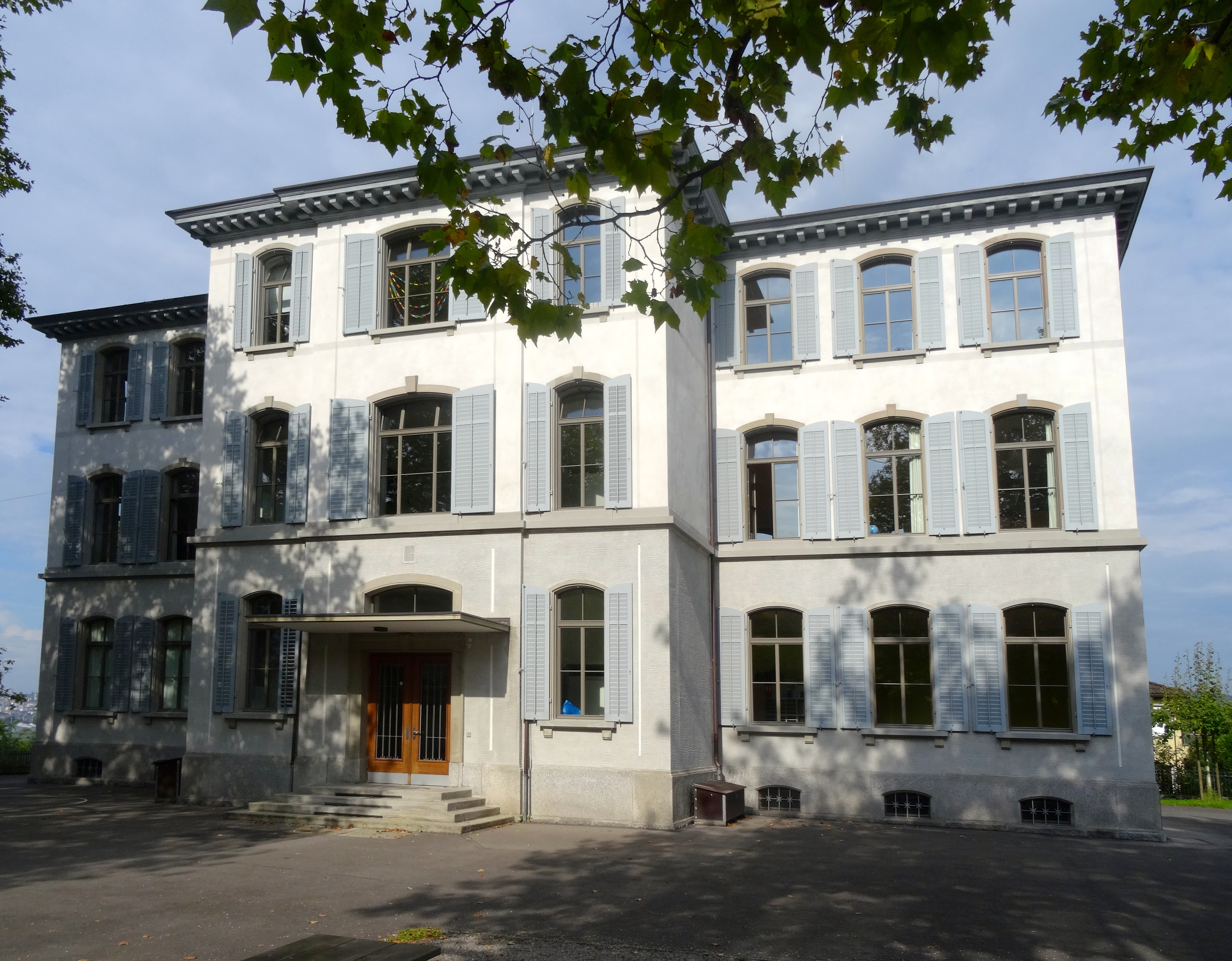
Schulhaus Wollishofen
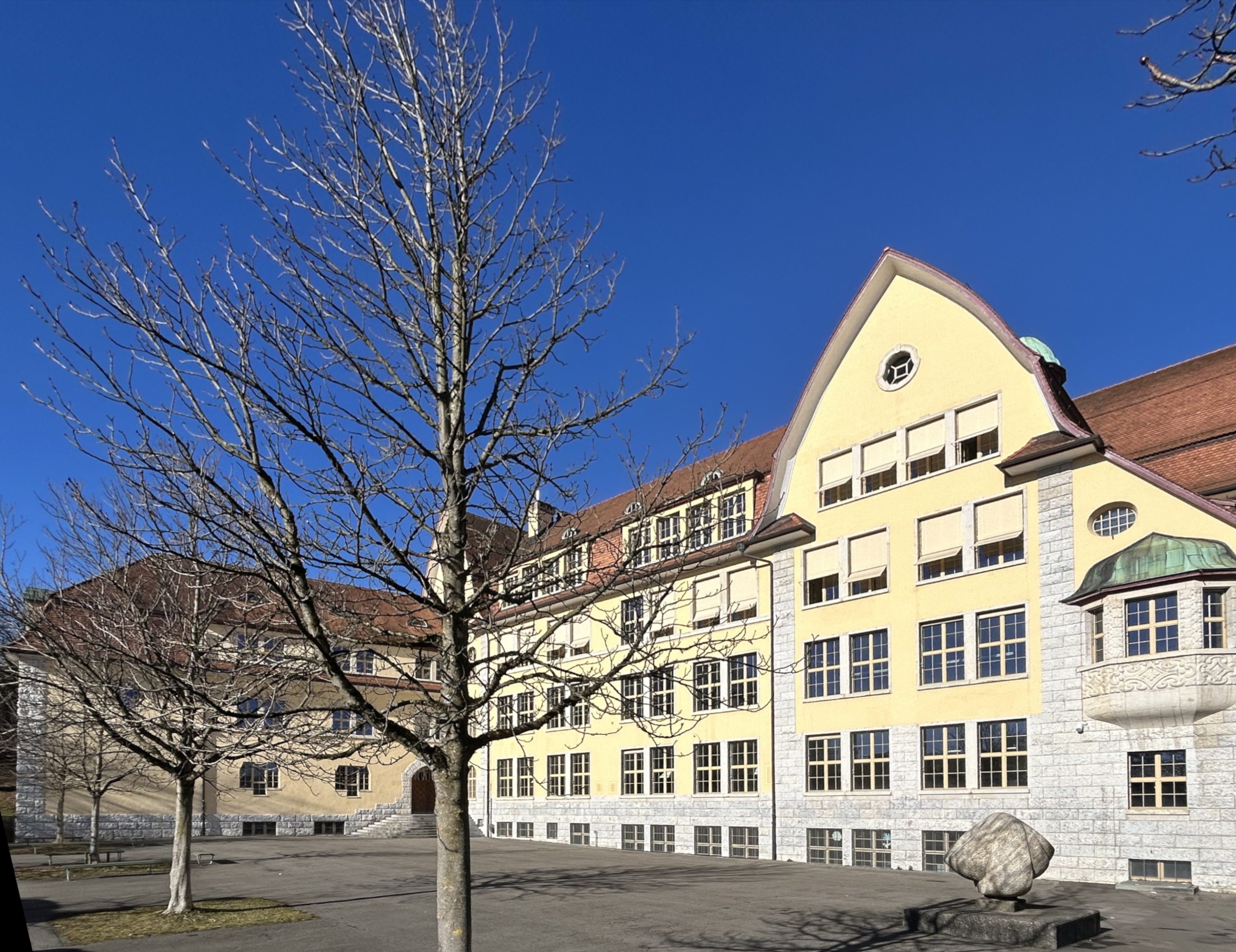
Schulhaus Hans Asper, rechte untere Ecke: Skulptur Verwandlung von Johannes Peter Staub, 1974–1975
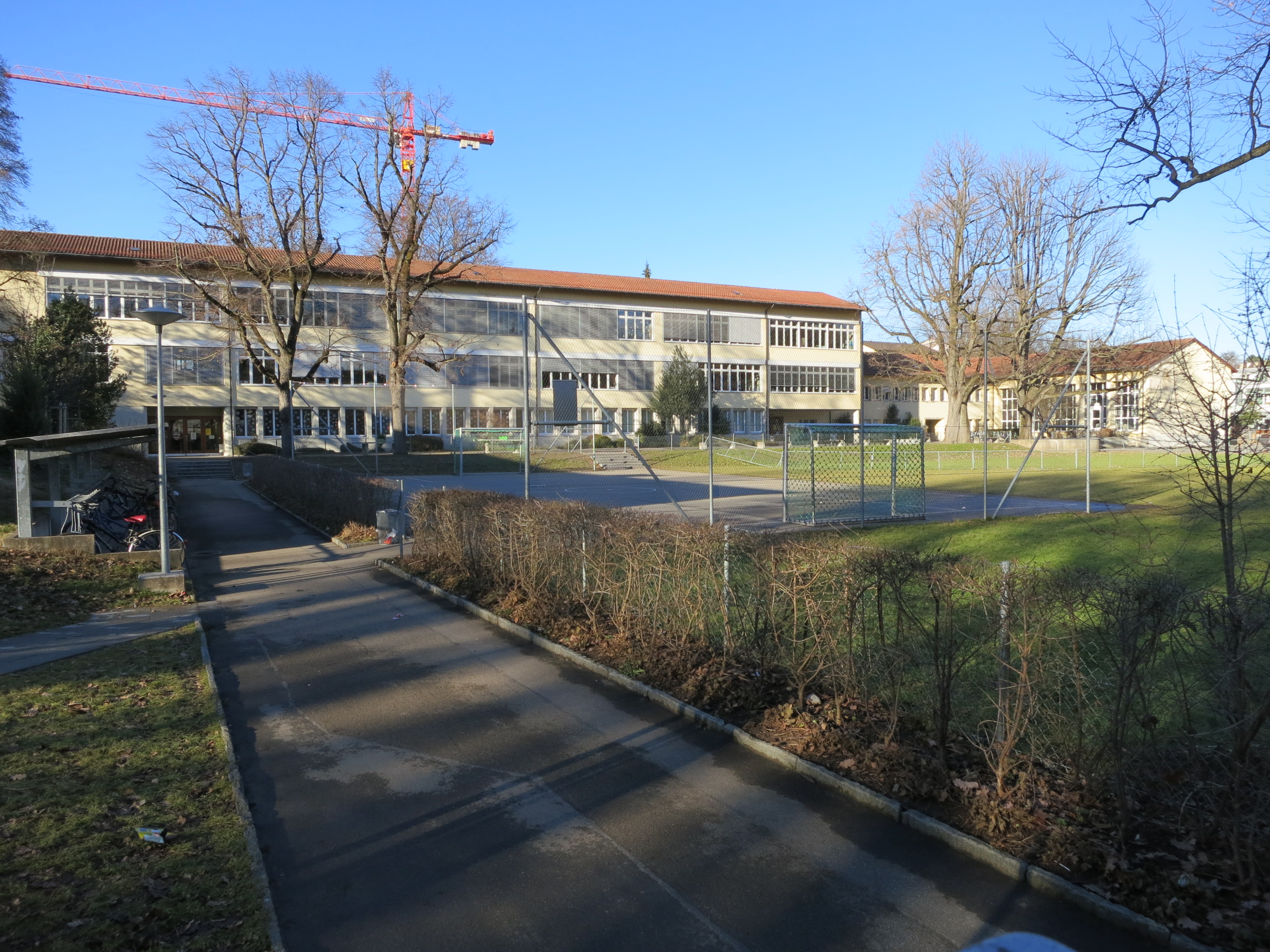
Schulhaus Manegg
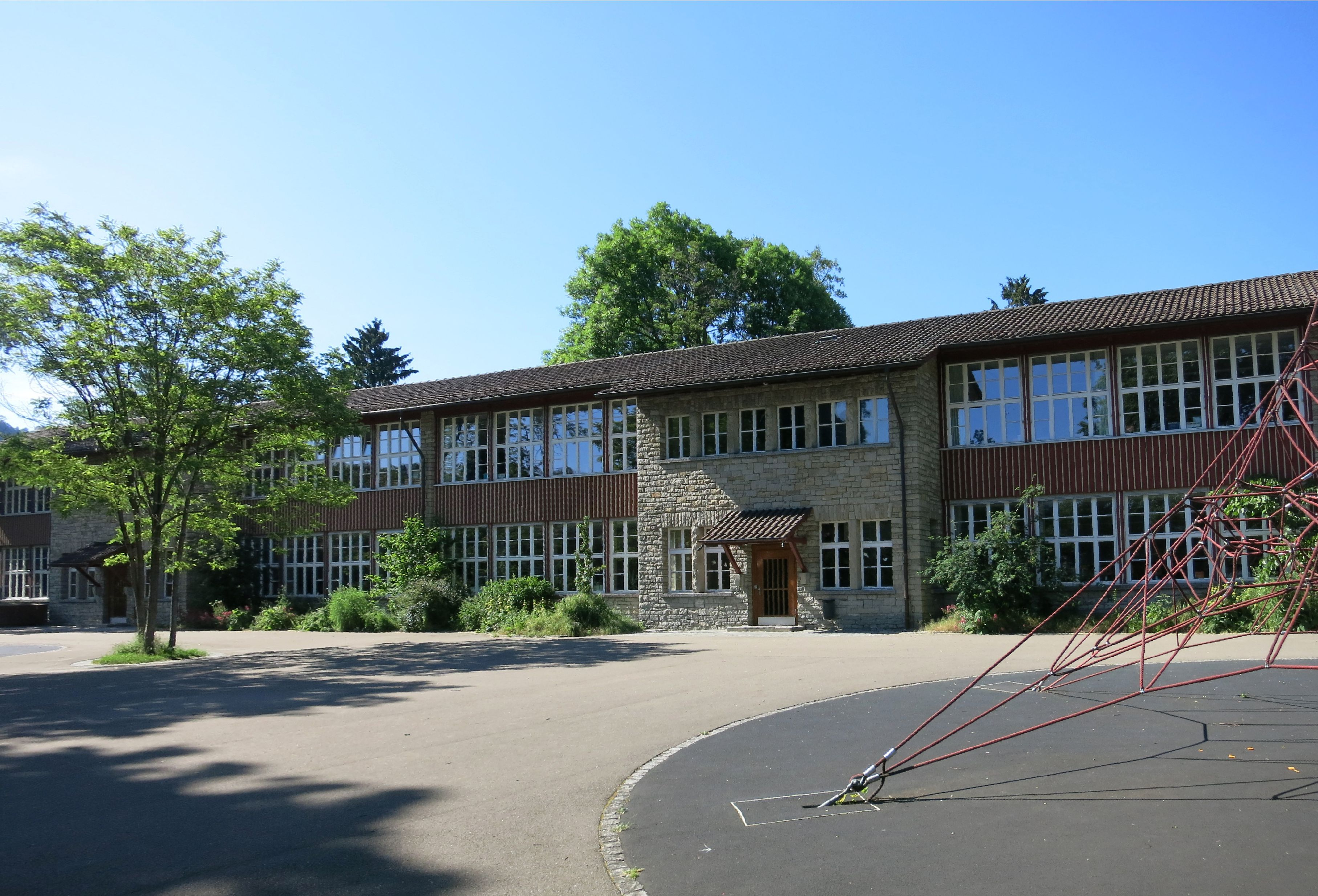
Schulhaus Entlisberg
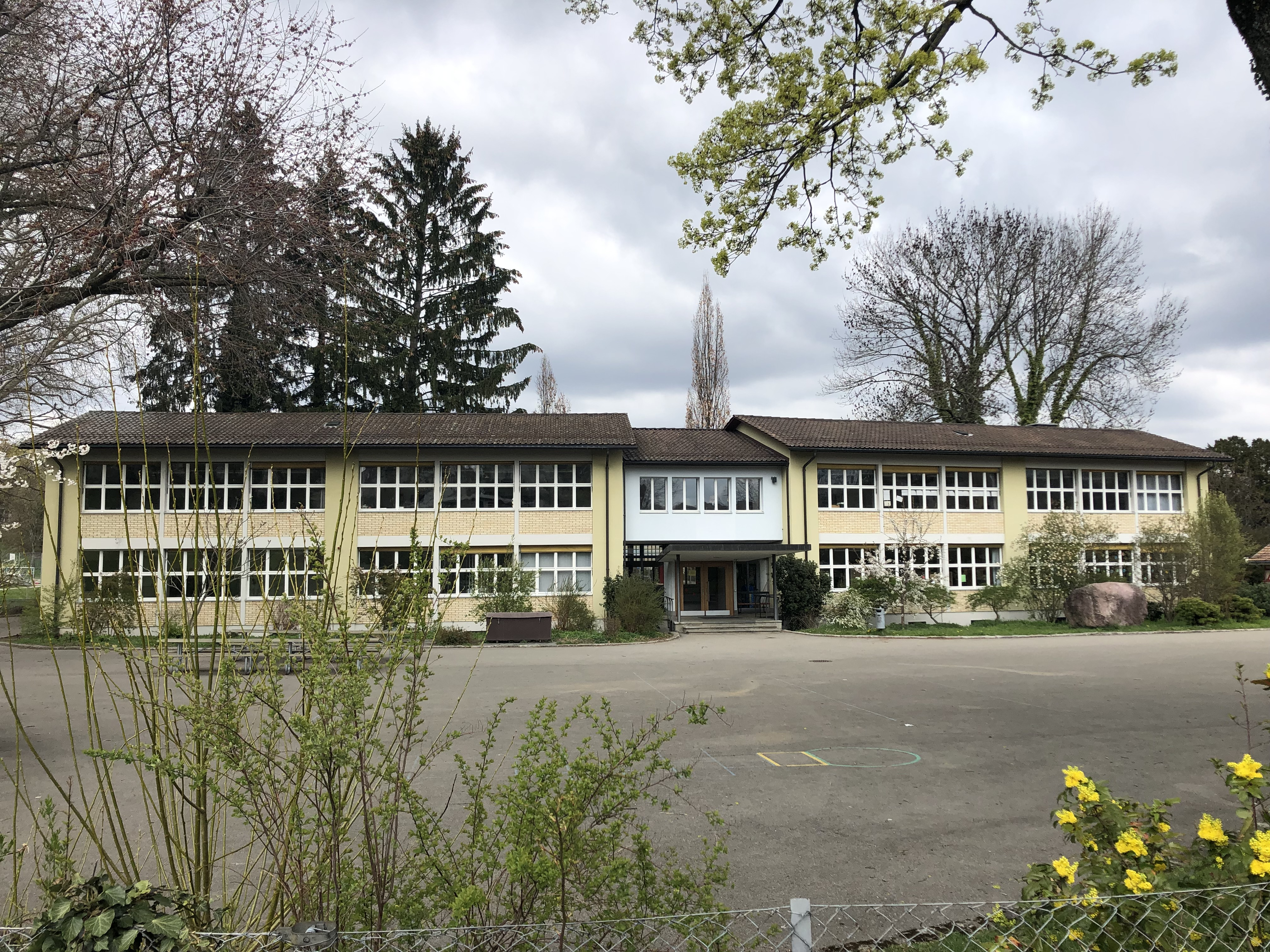
Schulhaus Im Lee
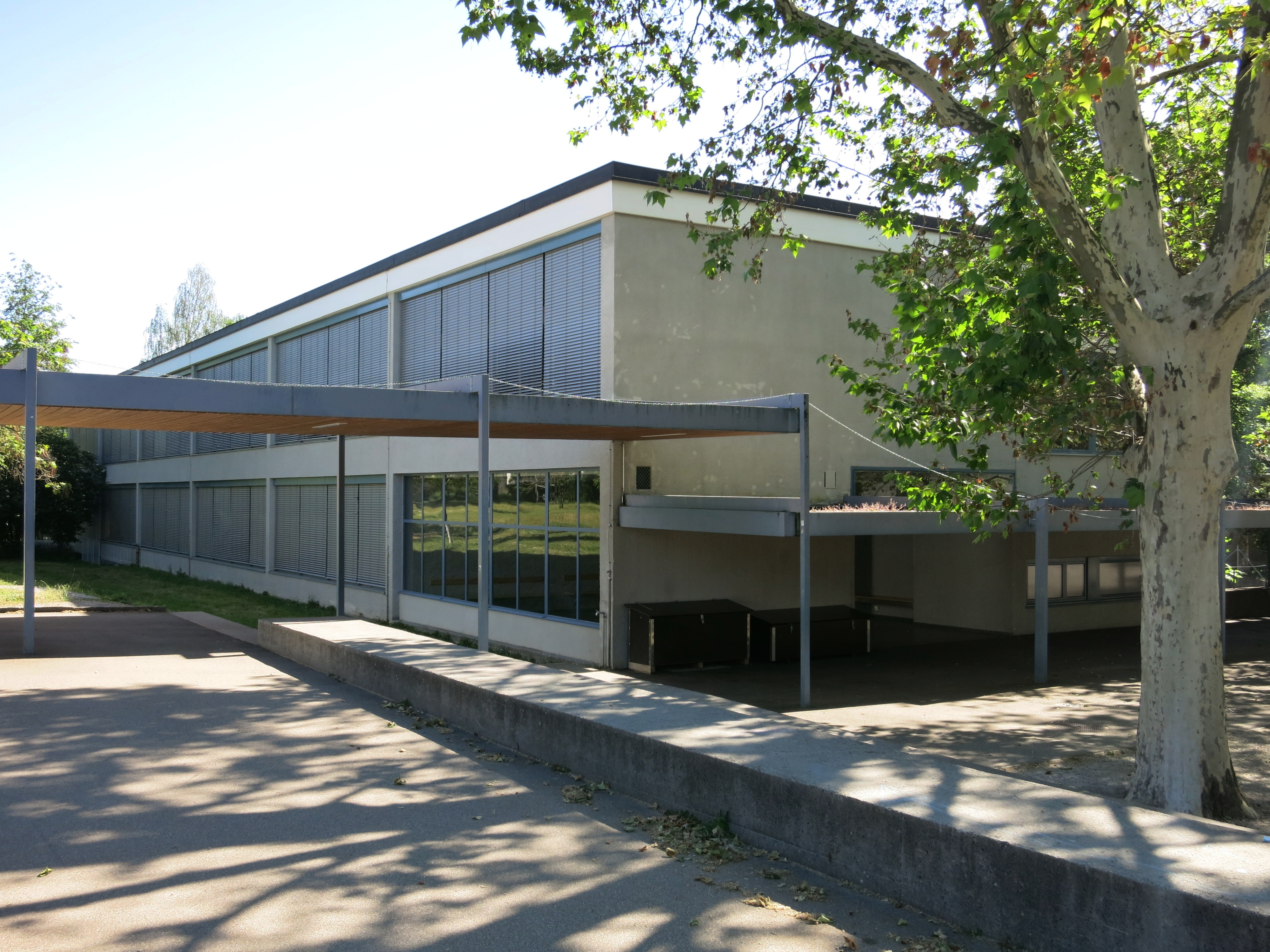
Schulhaus Neubühl

### Freizeit
- Park- und Freizeitanlage von Wollishofen bilden die Landiwiese mit alten Baumbeständen und die über eine Fussgängerbrücke verbundene Saffainsel.
- Das Ortsmuseum im Hornerhaus wird seit 1985 vom Quartierverein betrieben.[7]
- In Wollishofen steht die Zürcher Jugendherberge.[8]
- In der ehemaligen Seidenfabrik an der Seestrasse ist das Kulturzentrum Rote Fabrik untergebracht.[9]
- Das Strandbad Wollishofen liegt stadtauswärts nach der Roten Fabrik.[10]
- Im Quartier gibt es zwei Freizeitanlagen, sogenannte Gemeinschaftszentren. Direkt am See bei der Schiffstation ist das GZ Wollishofen.[11] Am Erligatterweg 53 befindet sich das GZ Neubühl.[12]
- Der Campingplatz Fischer’s Fritz, der einzige der Stadt Zürich, liegt südlich des Hafens Wollishofen an der Seestrasse 559.[13]

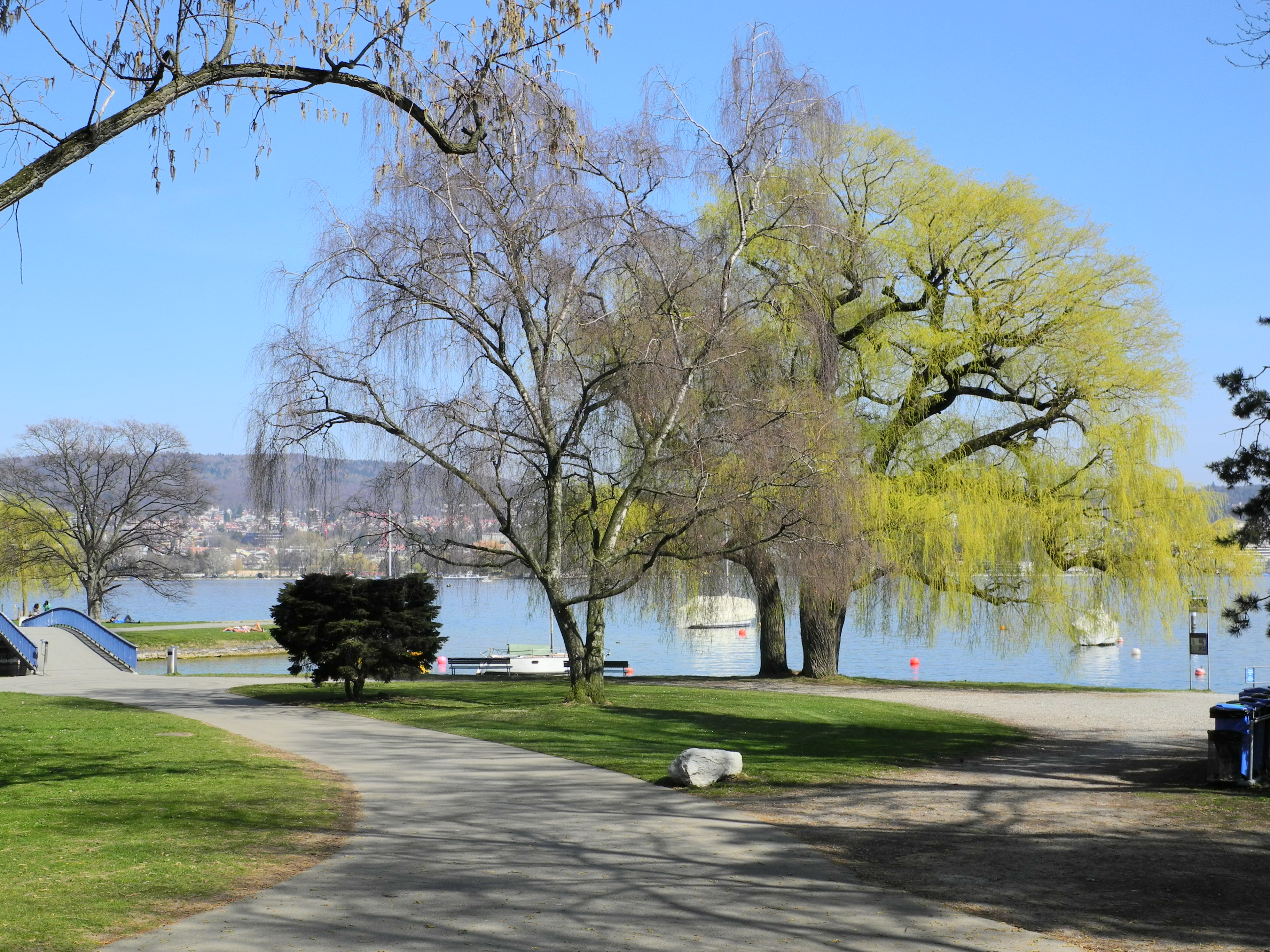
Landiwiese
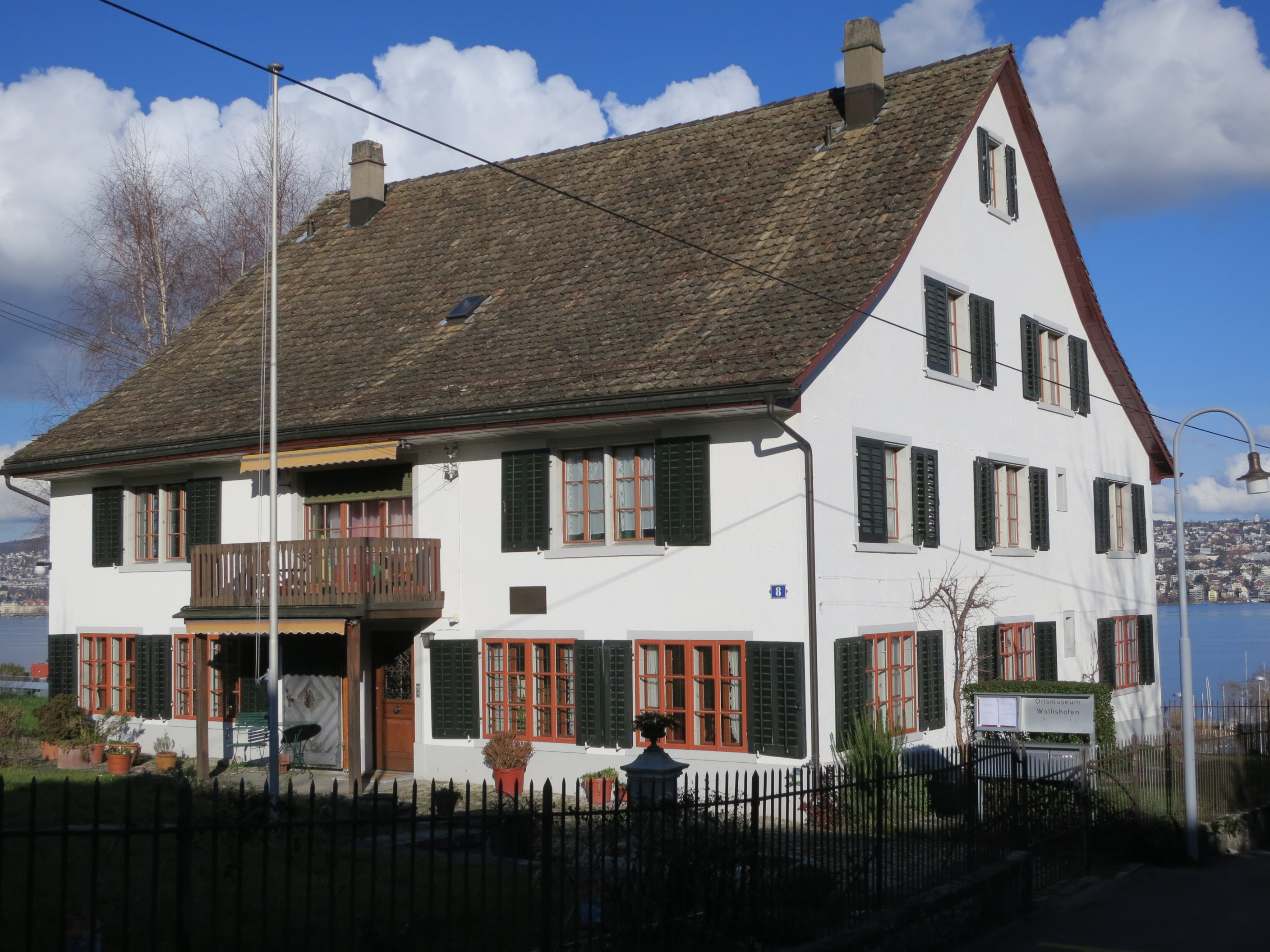
Ortsmuseum im Hornerhaus
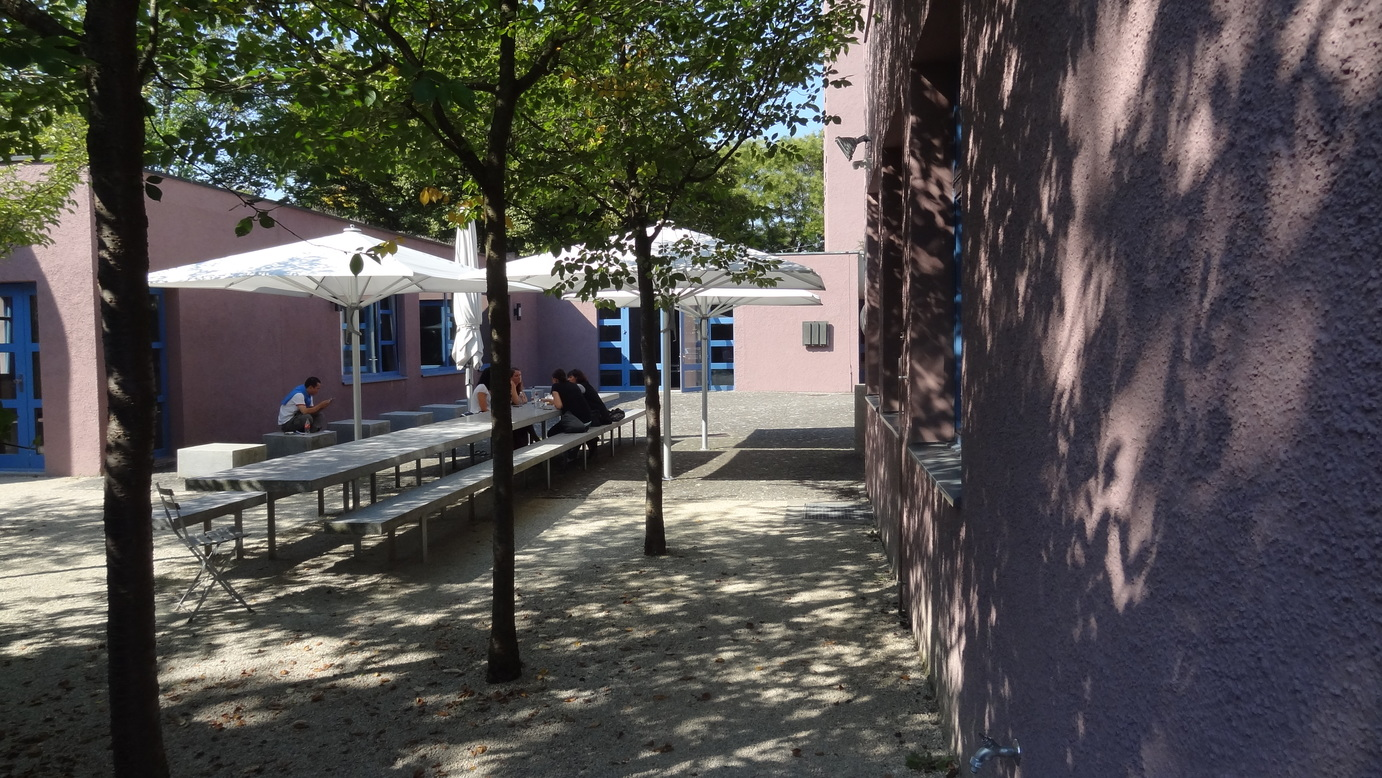
Jugendherberge Zürich an der Mutschellenstrasse 114
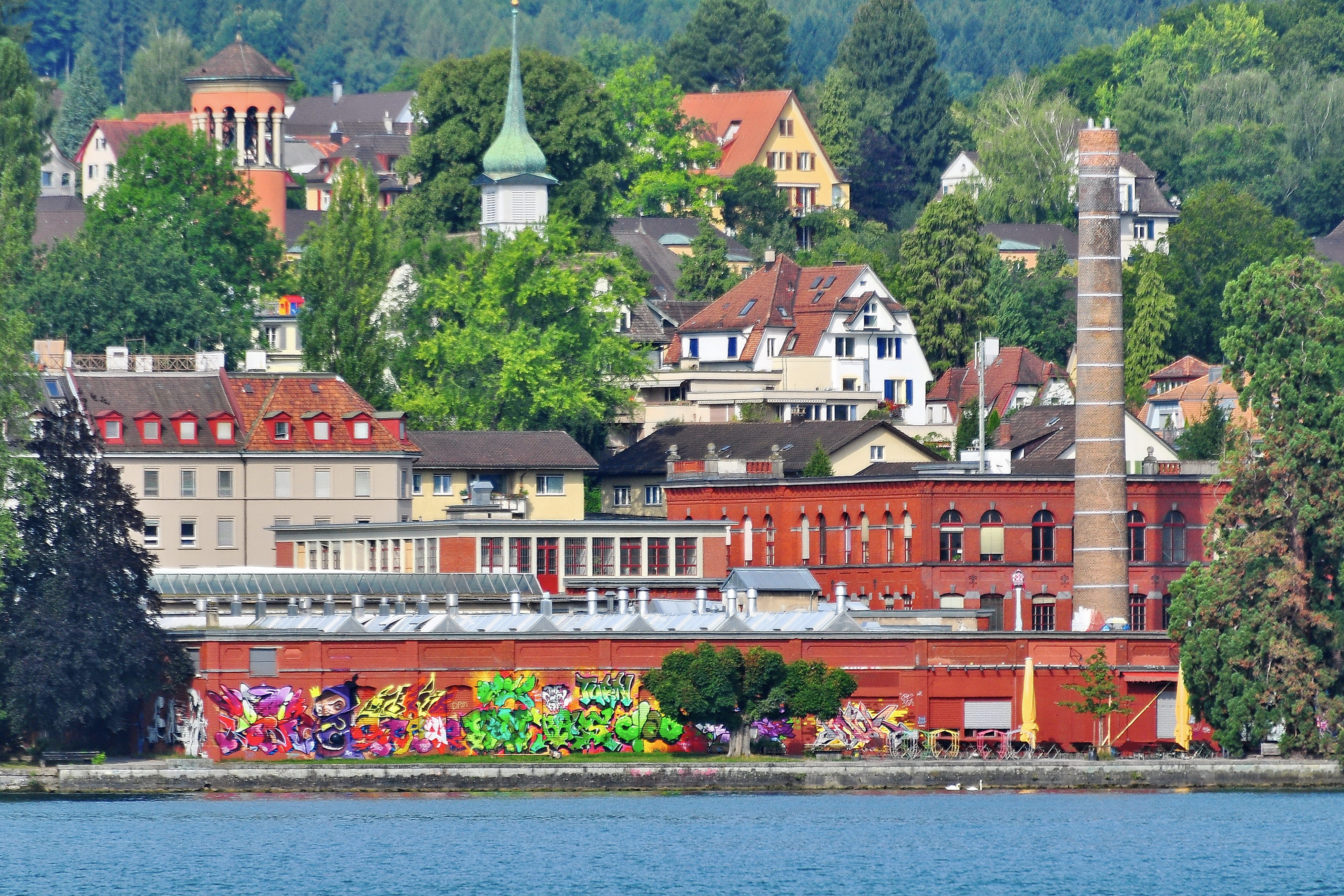
Rote Fabrik vom Zürichsee aus gesehen
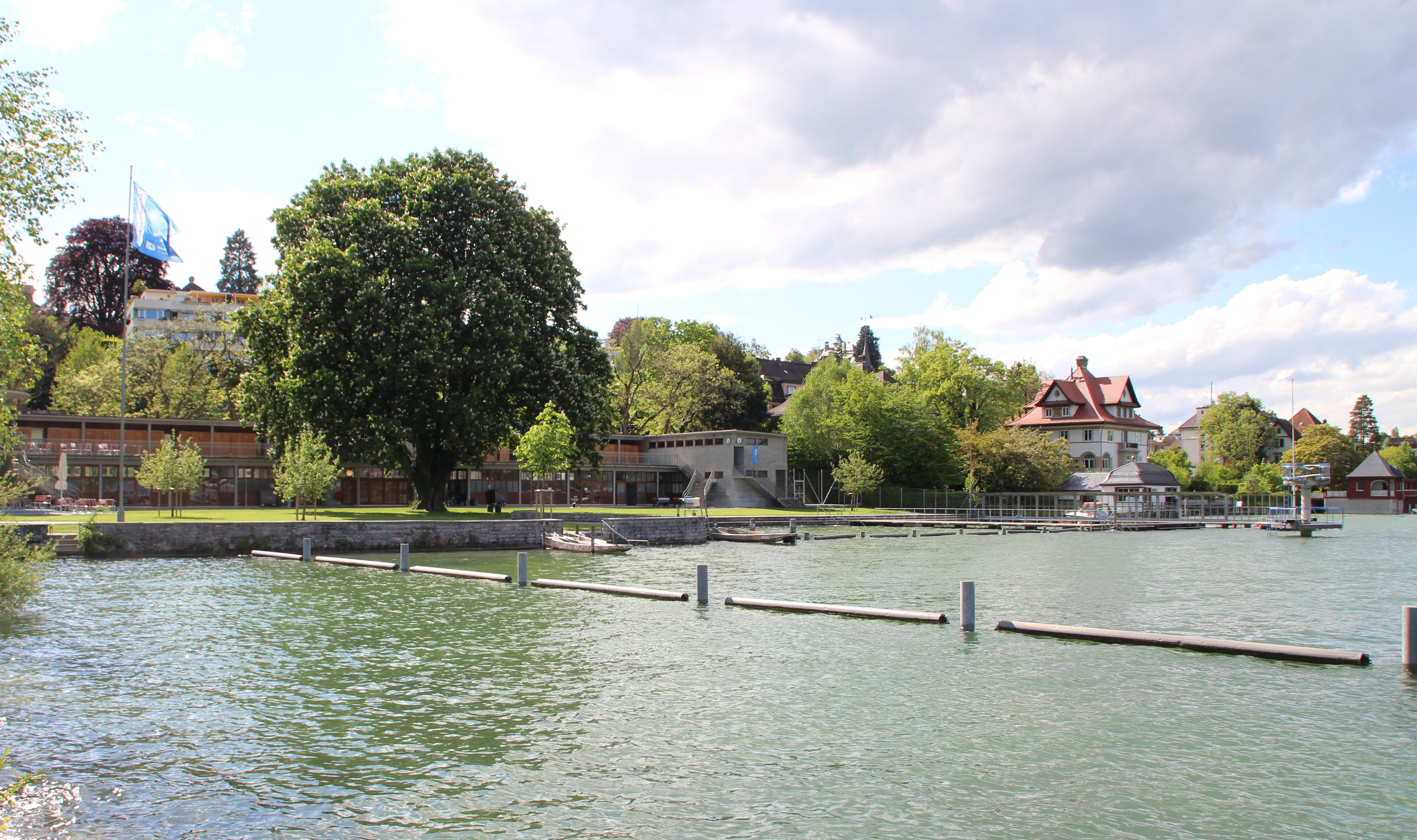
Strandbad Wollishofen an der Seestrasse 451
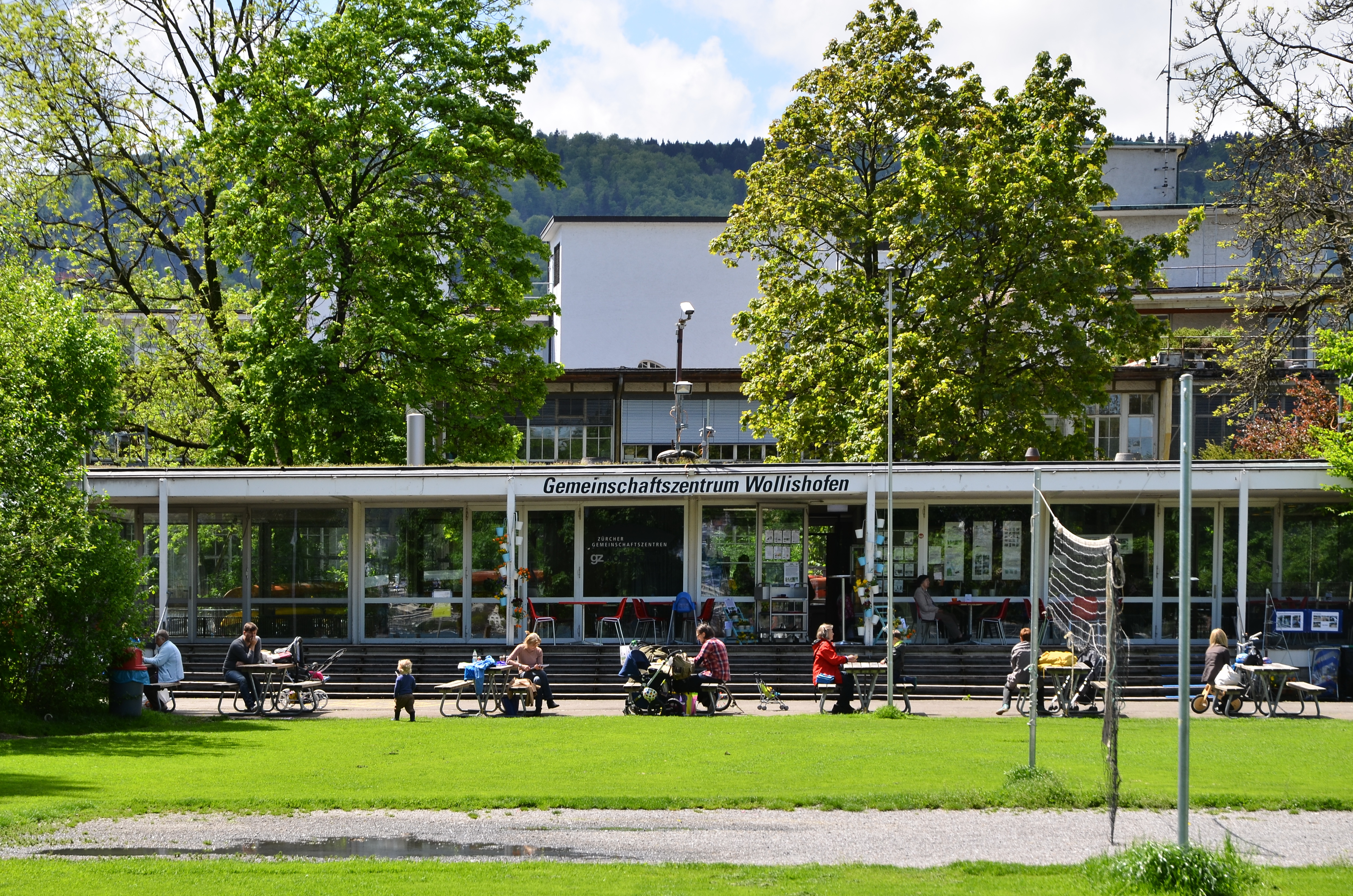
Gemeinschaftszentrum Wollishofen vom Zürichsee aus gesehen

### Kunst im öffentlichen Raum (Auswahl)
- Der Märchenbrunnen von Max Blondat hiess bei seiner Eröffnung noch Jugend-Brunnen. Er befindet sich in der Kurve der Kilchberstrasse bei der Alten Kirche Wollishofen.
- Die Bronzestatue Mädchen im Wind von Otto Münch steht am Mythenquai.
- Die Skulptur Mädchen mit erhobenen Armen von Hermann Haller steht auf der Landiwiese.
- Auch der Verena-Dubach-Brunnen, ein Relikt aus der Schweizerischen Ausstellung für Frauenarbeit, SAFFA, steht in restauriertem Zustand auf der Landiwiese. Verena Dubach war die erste Frau im Berufsverband der Schweizer Landschaftsarchitekten.
- Direkt neben dem Hauptgebäude der SUISA bei der Mutschellenstrasse 137 steht der Gedenkbrunnen Othmar Schoeck von Peter Meister.
- Bei der Schifflände in Wollishofen ist eine sieben Meter hohe, weisse Stahlskulptur Axiomat von Florin Granwehr zu sehen.

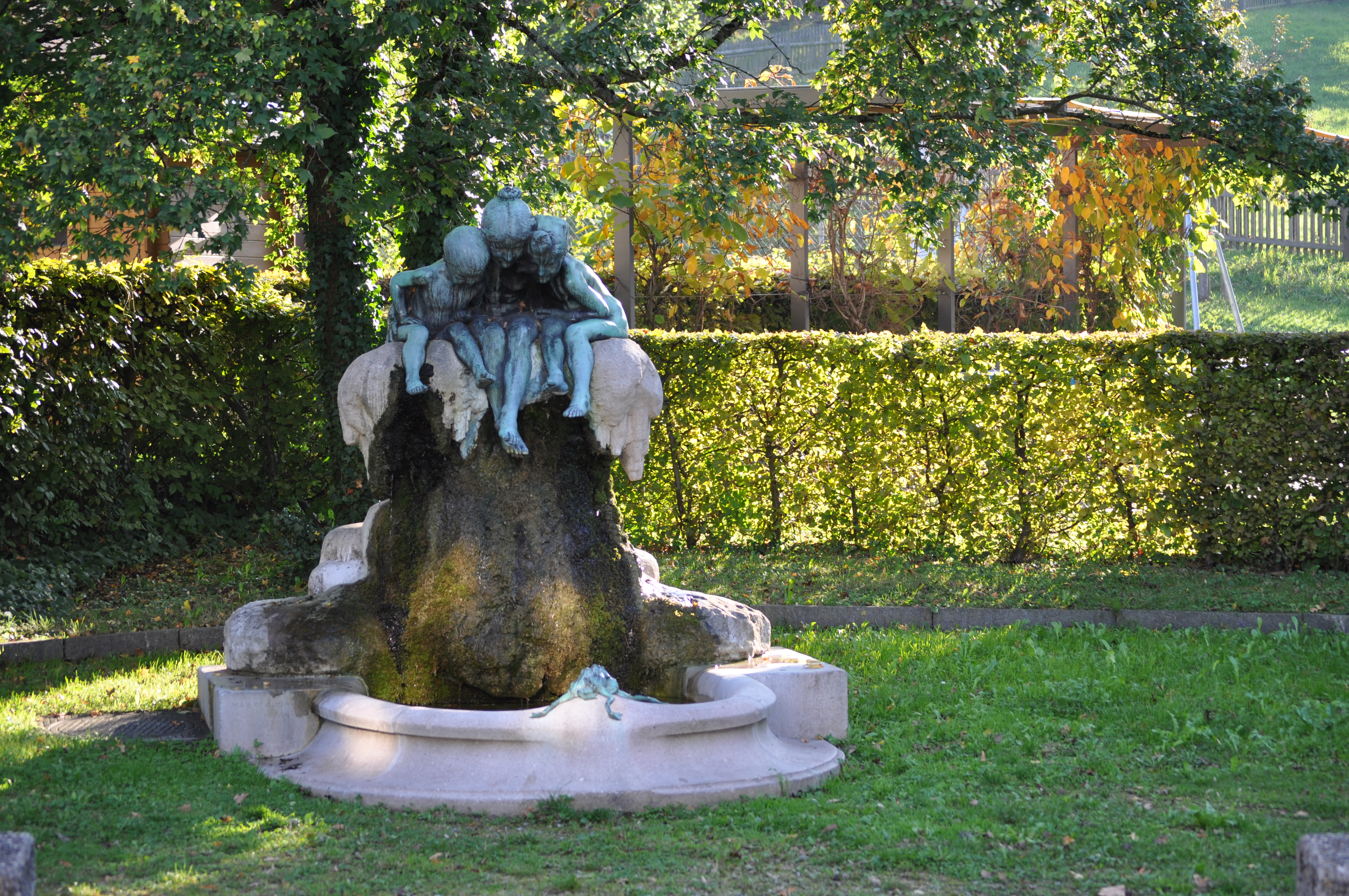
Märchenbrunnen, ursprünglich Jugendbrunnen von Max Blondat, 1904–1905
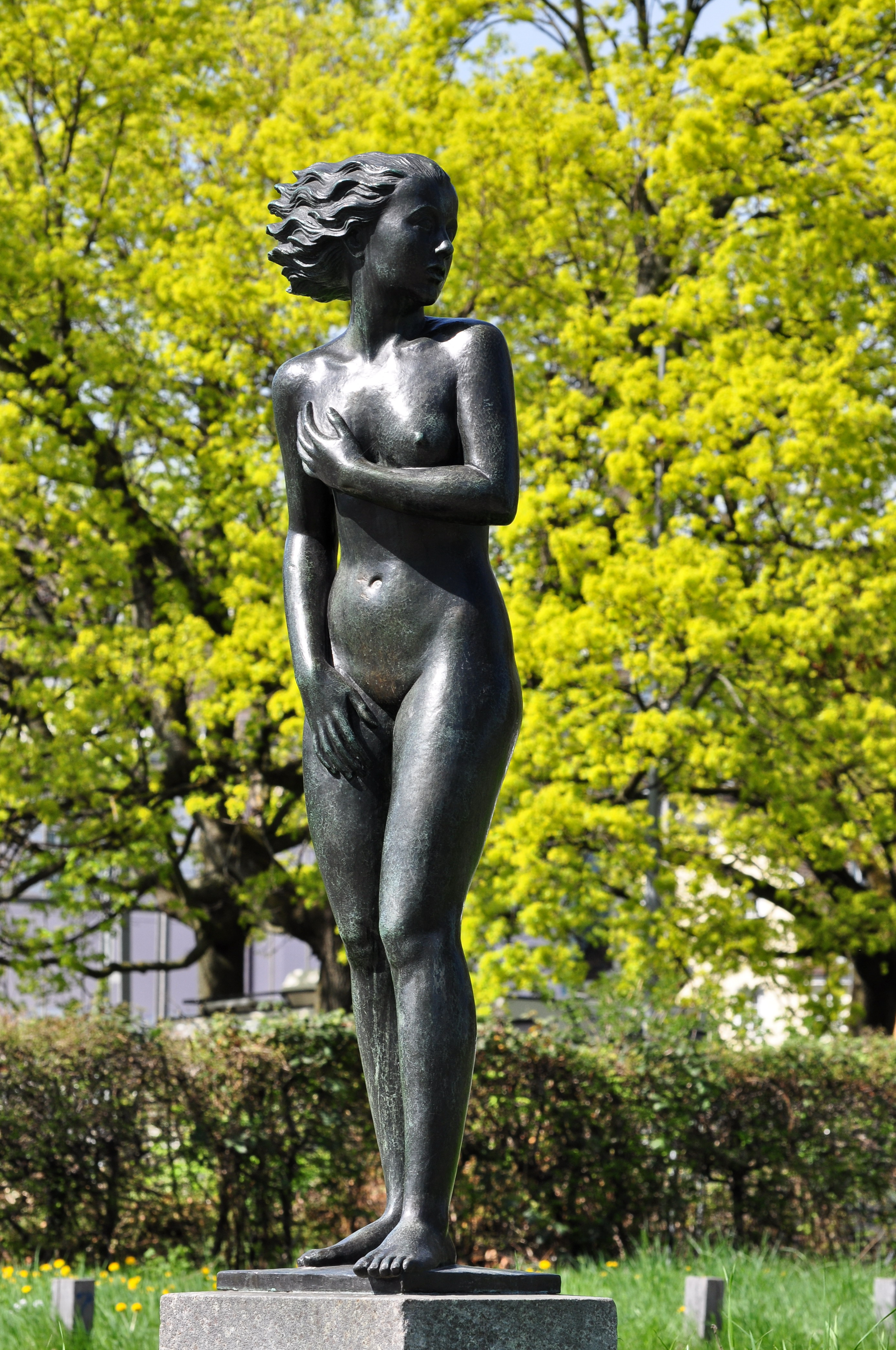
Mädchen im Wind, Bronzestatue am Mythenquai von Otto Münch, wahrscheinlich 1935–1936
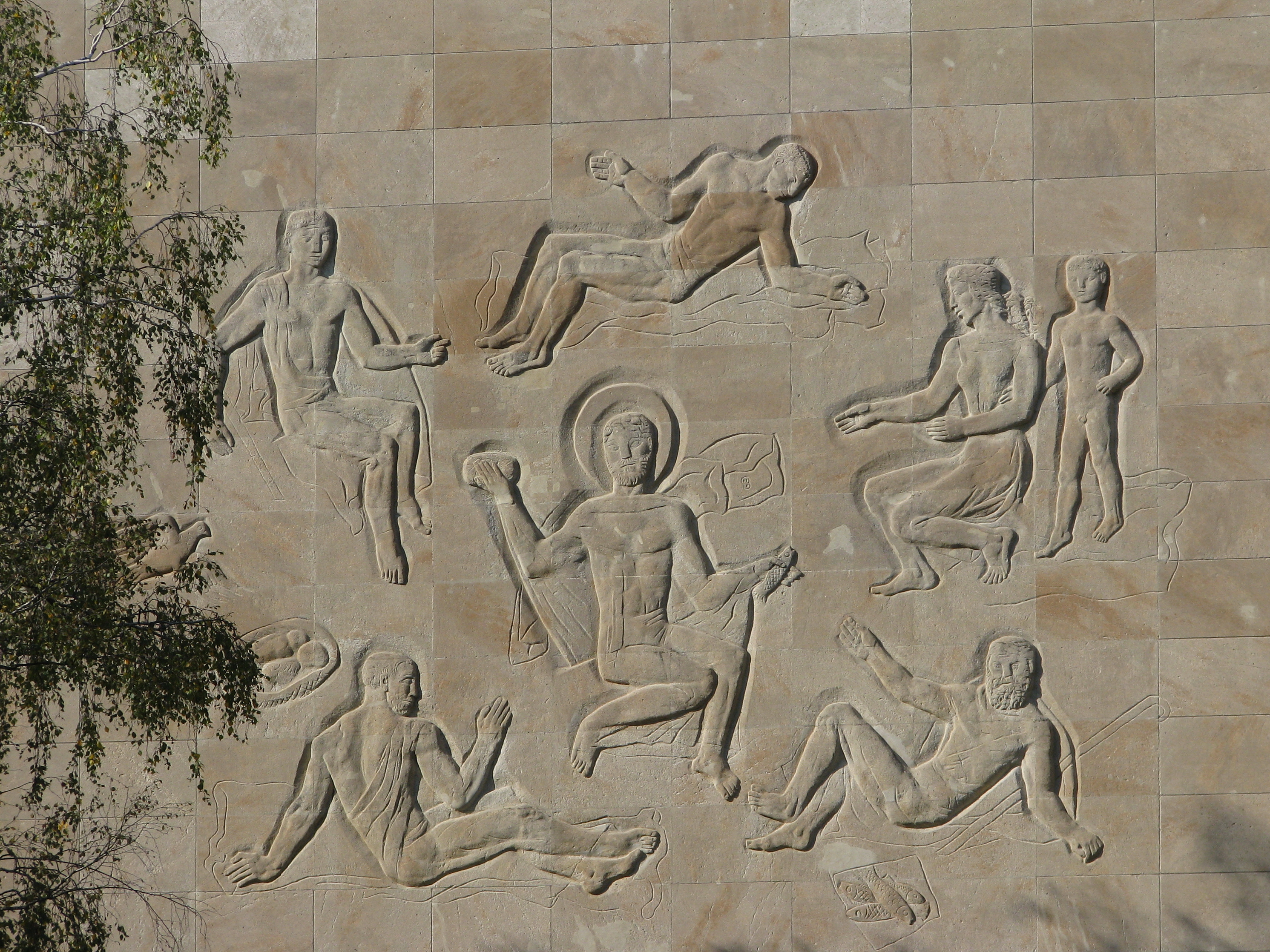
Die Speisung der Fünftausend, Relief an der Ostwand der Kirche Egg von Otto Charles Bänninger, 1936
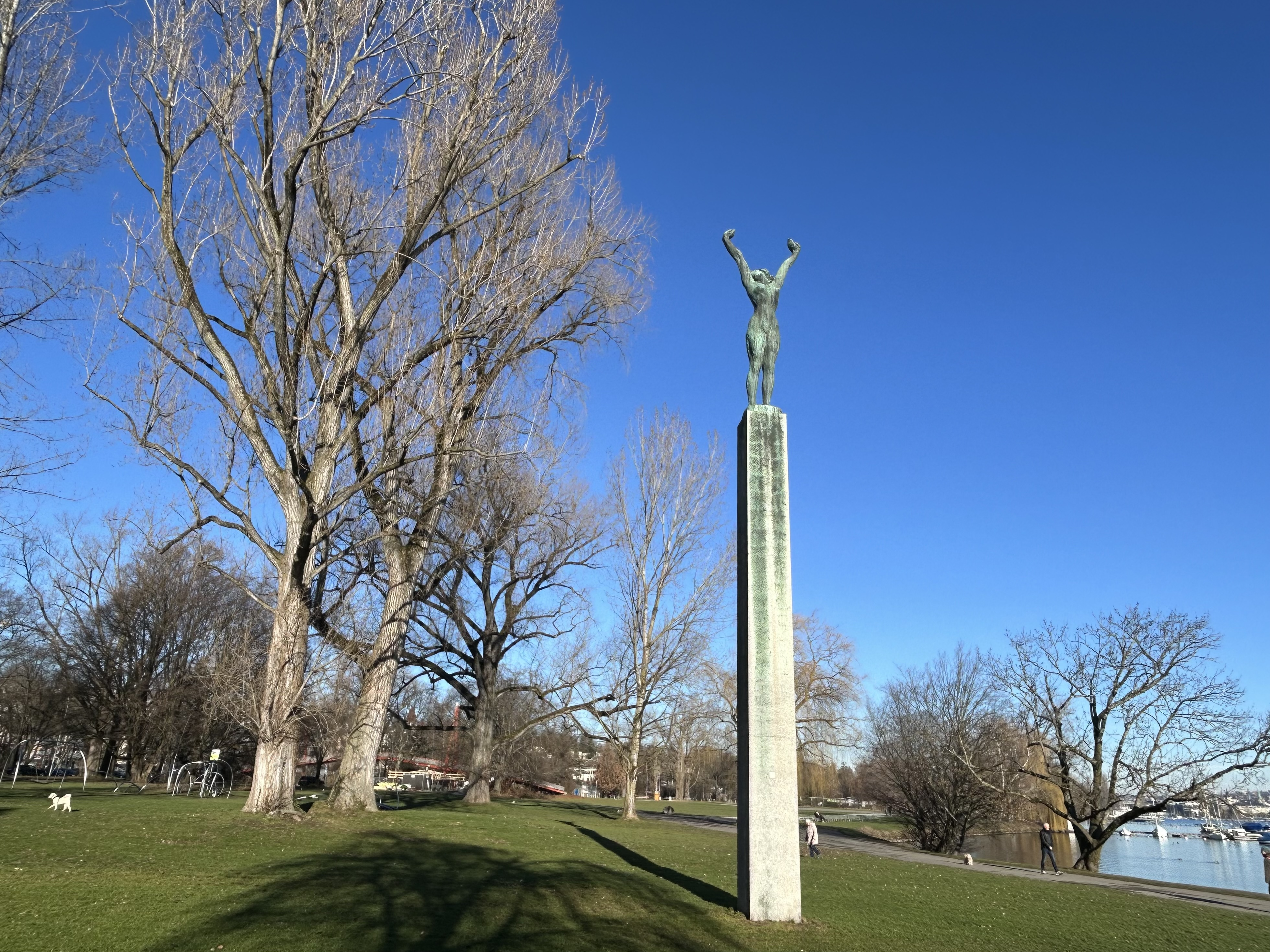
Mädchen mit erhobenen Händen von Hermann Haller, 1939/1968 auf der Landiwiese
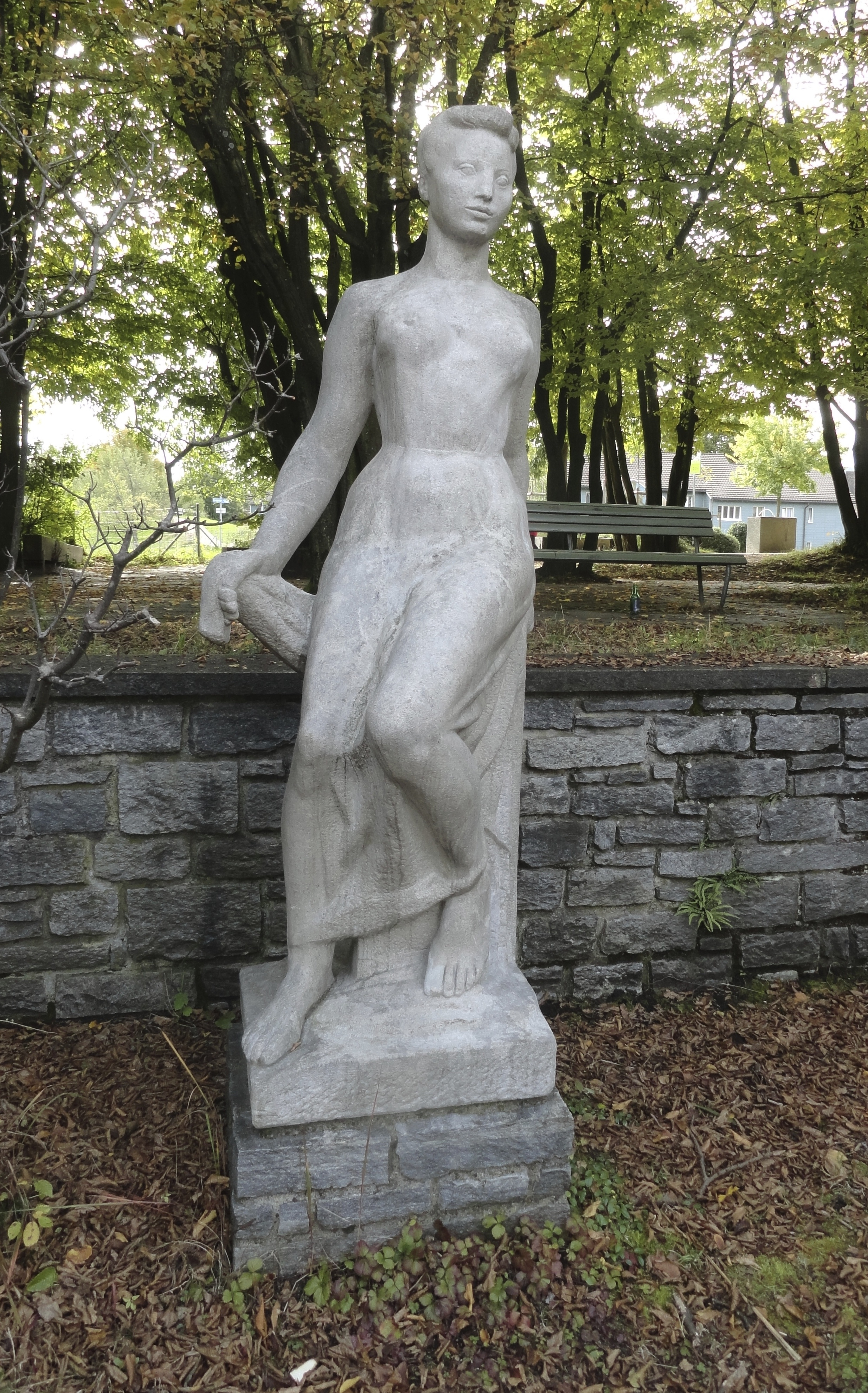
Sitzende, in der Parkanlage Egg von Otto Charles Bänninger, 1942
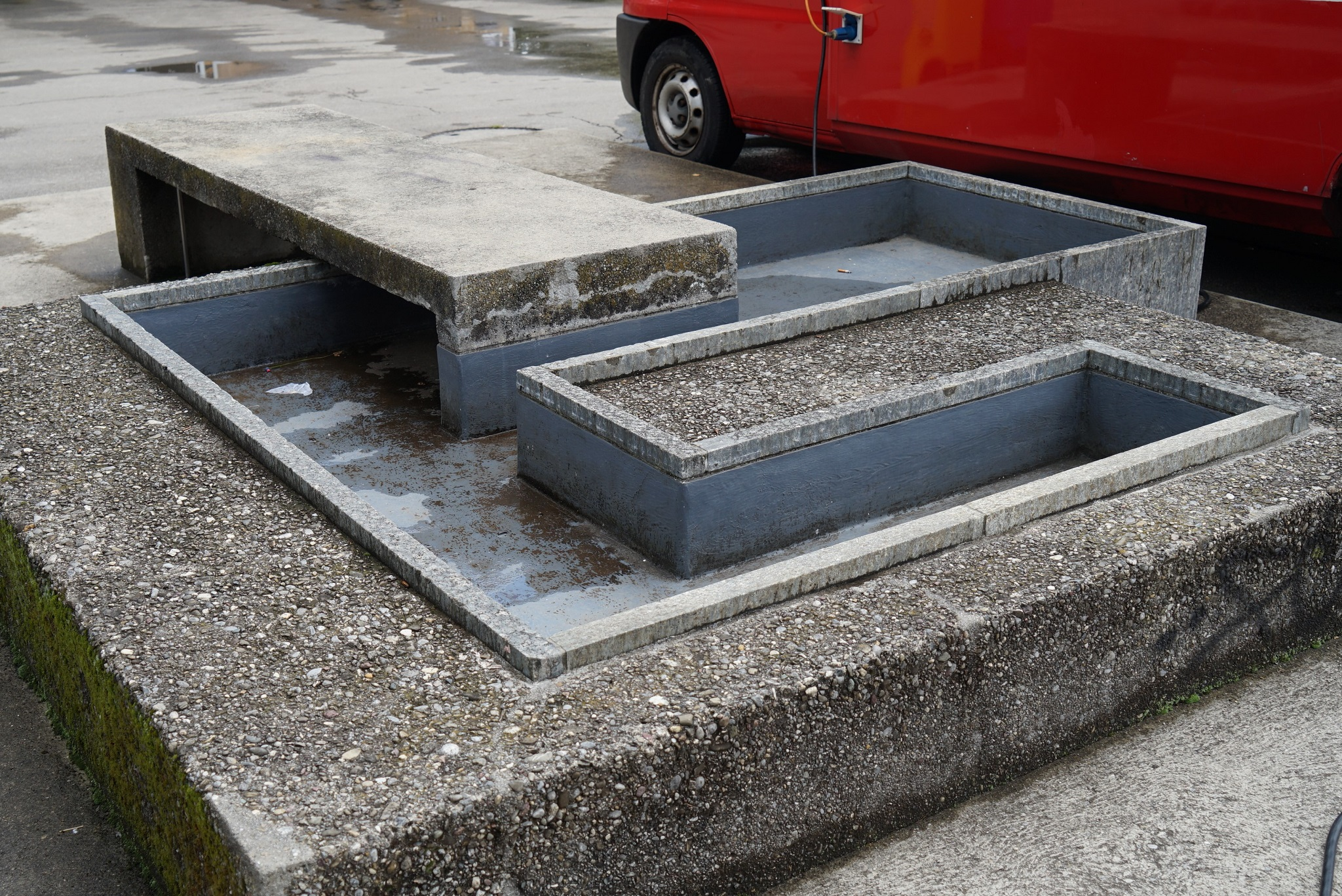
Verena-Dubach-Brunnen, 1958, Landiwiese
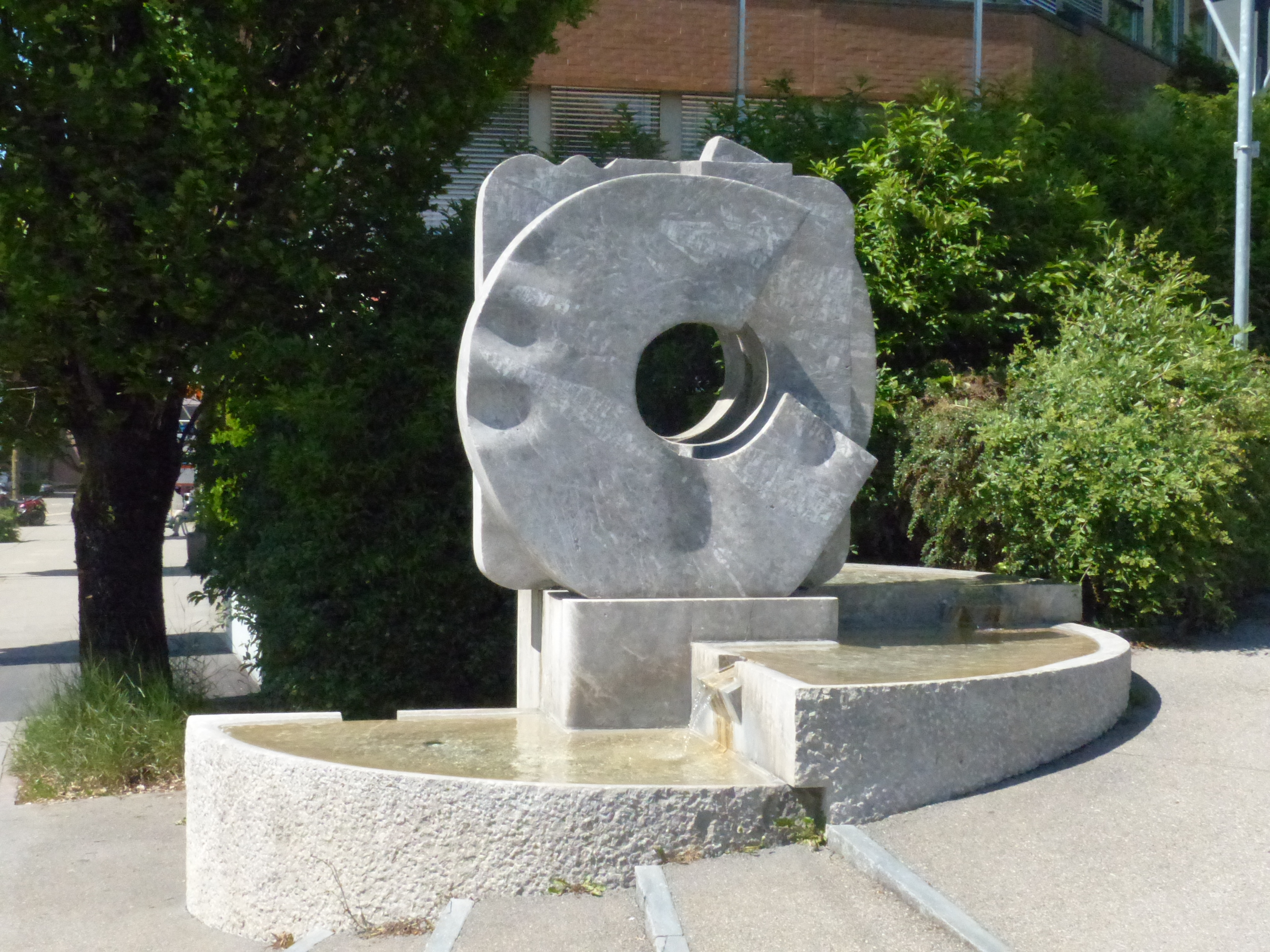
Gedenkbrunnen Othmar Schoeck von Peter Meister, 1969, neben dem Hauptgebäude der SUISA bei Mutschellenstrsse 137
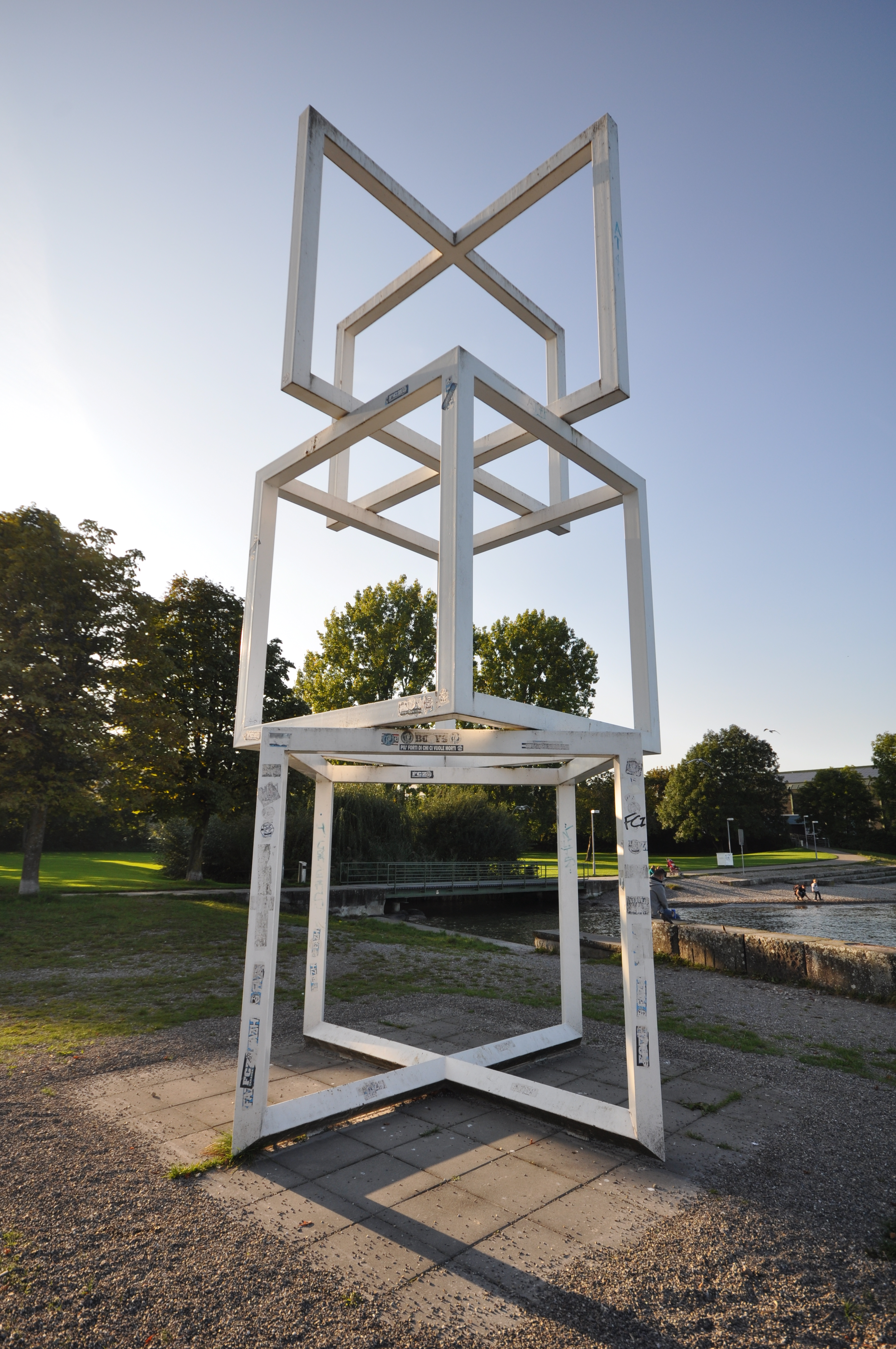
Axiomat von Florin Granwehr, 1990, Schiffstation Zürich Wollishofen

## Wohnsiedlungen
In Wollishofen finden sich mehrere städtische, genossenschaftlich organisierte und private Wohnsiedlungen: Manegg,  Paradies, Hintermeisterhof, Raindörfli, Frohalp, Kalchbühl, Butzen, Bellaria, Beramota, Nidelbad, Papillon und die ABZ Siedlung Entlisberg.

### Siedlung Neubühl

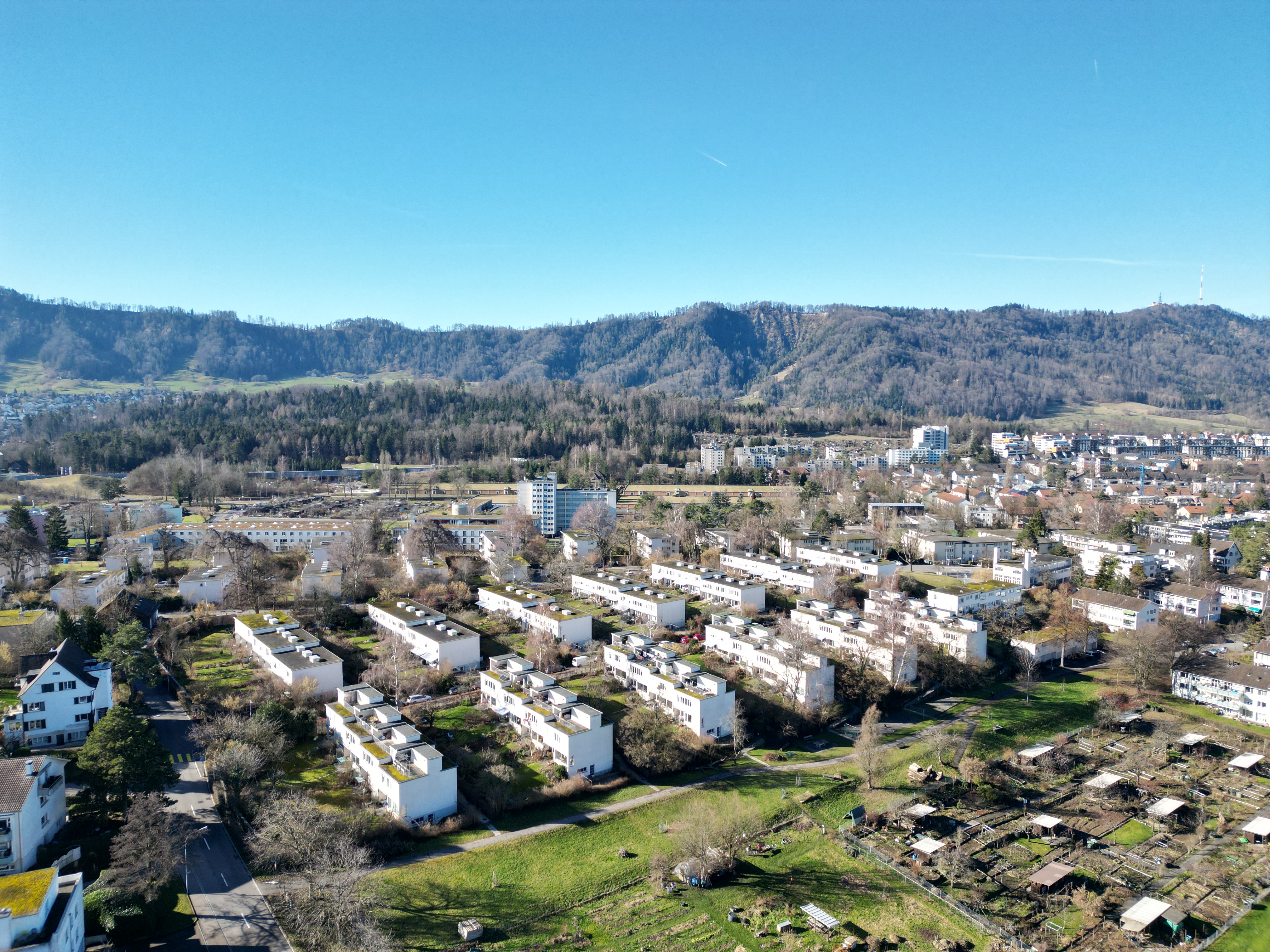
Siedlung Neubühl 2024

Die Anfang der 1930er Jahre auf private Initiative und für den Mittelstand erbaute fischgrätartige Werkbundsiedlung Neubühl an der Grenze zu Kilchberg gilt als wichtigste Siedlung des Neuen Bauens in der Schweiz. Sie wurde gemeinsam entworfen von den Architekten Max Haefeli, Alfred Roth, Emil Roth, Carl Hubacher, Rudolf Steiger, Werner Max Moser und Paul Artaria.
Mit der ersten noch erhaltenen Skizze, einem Situationsvorschlag des Architekten Rudolf Steiger vom 12. November 1928 begann die eigentliche Planungsgeschichte. Im Sommer 1930 wurde mit den Bauarbeiten begonnen und im Frühjahr 1932 waren die Wohnungen der dritten Bauetappe bezugsbereit. Im September 1931 berichtete die NZZ von 12'000 Personen, welche das neue Quartier hätten sehen wollen.

## Sehenswürdigkeiten
- Kirchgemeindehaus mit Wandteppich der Künstlerin Lissy Funk

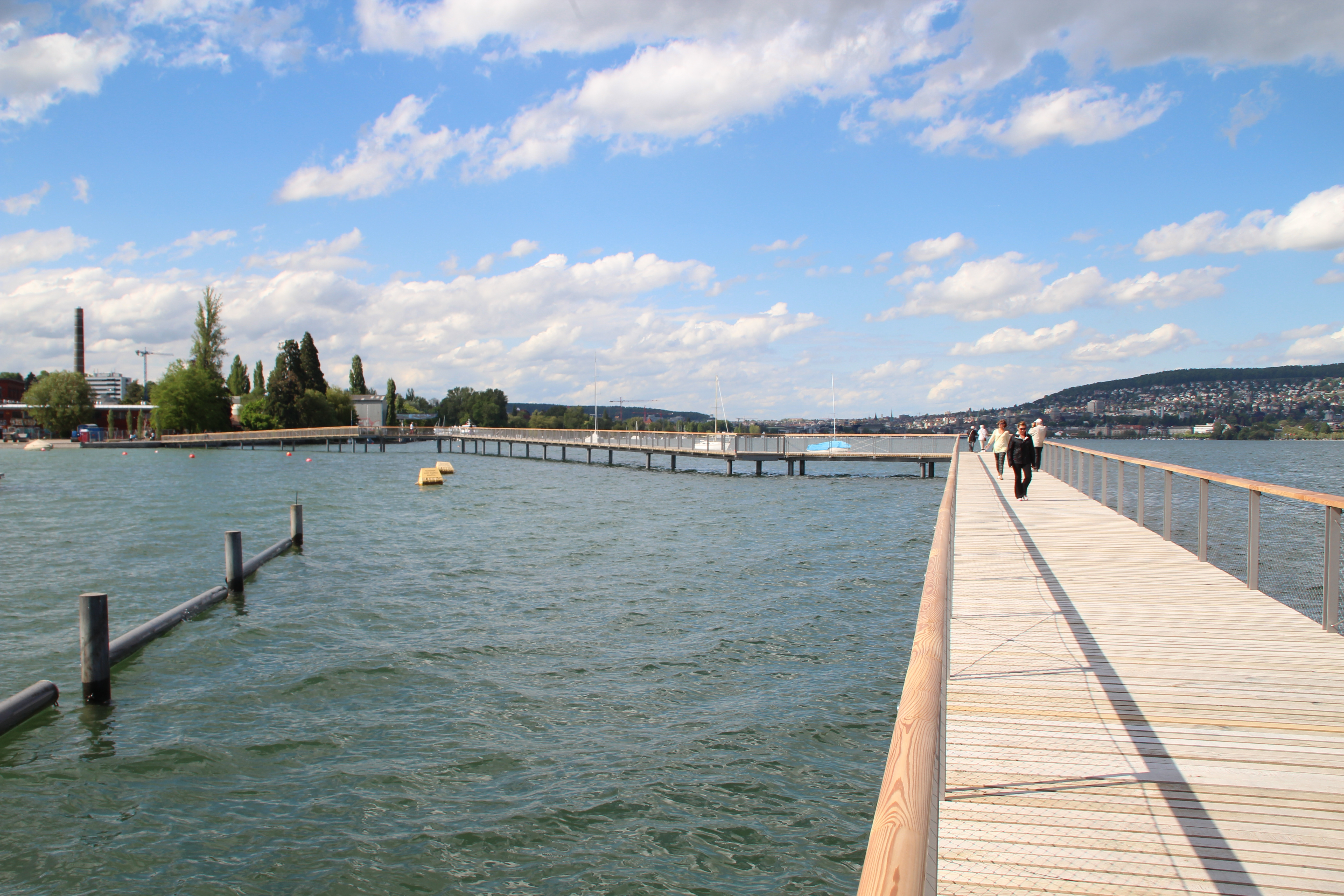
Cassiopeiasteg

- Am 1. Mai 2015 wurde als Teil des Seeuferwegs der Cassiopeiasteg eröffnet.[19] Der 284 Meter lange und 2,8 Meter breite Steg beginnt bei der Roten Fabrik, führt 100 Meter in den See hinaus, um das Strandbad Wollishofen herum und endet beim Hafen Wollishofen. Benannt ist er nach dem Sternbild Cassiopeia.[20]

## Persönlichkeiten
- Hans Asper, 1499–1571, Renaissance-Maler
- Hans Finsler, 1891–1972, Fotograf, Gründer der Fotoklasse an der Kunstgewerbeschule Zürich
- Ernst Rudolf Froesch, 1929–2014, Internist und Hochschullehrer an der Universität Zürich
- Lissy Funk, 1909–2005, Stickerin
- Ruth Genner, * 1956, Politikerin, Grüne Partei
- Walter Haefner, 1910–2012, Unternehmer
- Jakob Hausheer, 1865–1943, evangelischer Theologe, Sprachwissenschaftler und Hochschullehrer an der Universität Zürich
- Walter Alvares Keller, 1908–1965, Schriftsteller
- Yves Raeber * 1955, Schauspieler, Regisseur, Hörspielsprecher und Übersetzer
- Heidi Schelbert-Syfrig, 1934–2019, Wirtschaftswissenschaftlerin und Professorin an der Universität Zürich
- Klaudia Schifferle, * 1955, Malerin, Bildhauerin und Zeichnerin
- Robert Weber, 1849–1931, Architekt und Offizier, Korpskommandant